# St-Jouin (Saint-Jouin-de-Marnes)

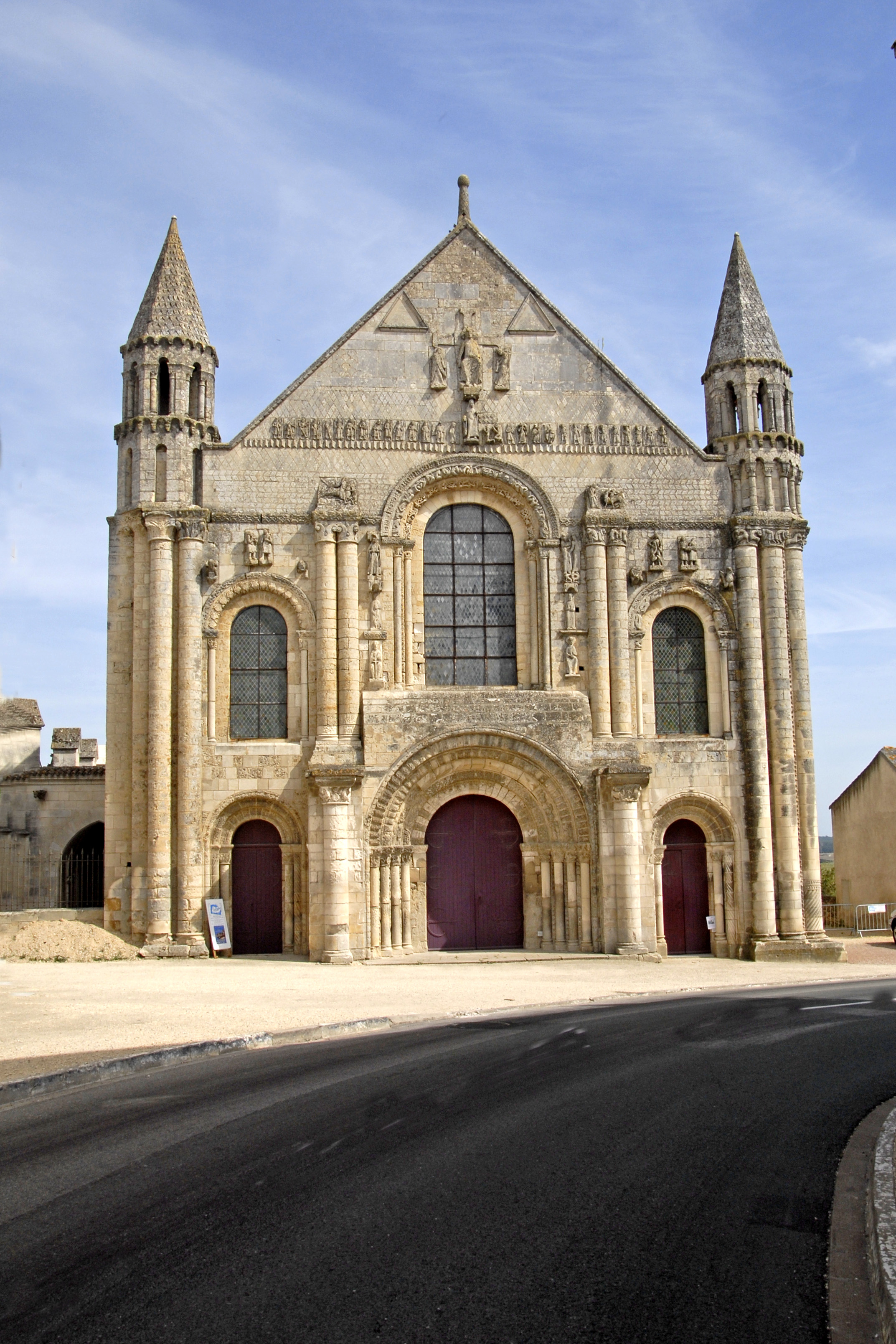
Fassade, 2006

Die ehemalige Abteikirche St-Jouin im Ort Saint-Jouin-de-Marnes im Département Deux-Sevres zählt zu den bedeutendsten Sakralbauten der Romanik im Poitou. Durch Erneuerung der meisten Gewölbe im 13. Jahrhundert ist sie aber auch ein Beispiel der Angevinischen Gotik. Bereits seit dem Jahr 1862 ist der Kirchenbau als Monument historique anerkannt.

## Geschichte
Die Ortschaft hatte bereits in gallo-römischer Zeit eine Vorgängerin namens Ensio (später Ension). Sie lag an einer Römerstraße, die von Poitiers nach Angers führte und auch „Weg des Heiligen Hilarius“ genannt wird. Die Existenz dieses Verbindungswegs hat erheblich zur späteren Entwicklung des klösterlichen Lebens an diesem Ort beigetragen.
Ausgangs des vierten Jahrhunderts soll ein gewisser Jovinus (französisch Jouin) zusammen mit einer kleinen Schar von „Jüngern“ die Einsamkeit in den Wäldern der Region gesucht haben. Er soll aus Mouterre-Silly, einem Ort im Loudunais, gekommen sein und aus einer wohlhabenden Familie stammen. Sein Bruder, der Heilige Maximin war einer der frühen Erzbischöfe von Trier. Nach der Legende hat Jovinus um 342 ein Oratorium nahe dem Ort Ensio gegründet.
Das später gegründete Kloster, das zunächst den Namen des Dorfes führte, sollte eines der ersten Zentren zur Verbreitung des Christentums in der Region werden. Es gilt nach der Abtei Saint-Martin de Ligugé (Vienne), die im Jahr 361 vom Heiligen Martin von Tours gegründet wurde, als das zweitälteste Kloster Frankreichs. Das Predigen und wohltätige Wirken seines Gründers führte zu seiner Verehrung als Heiliger Jovinus. Seine Gebeine wurden später als Reliquien in der kleinen karolingischen Klosterkirche aufbewahrt. Die Abtei trug dann auch seinen Namen.
Im Verlauf des 7. Jahrhunderts betraute Felix, der Bischof von Nantes, den Martin von Vertou mit der Missionierung des Südens seiner Diözese und des Poitou. Seine Mission führte ihn auch nach Ension, wo er ein mehr oder weniger geregeltes gemeinschaftliches Klosterleben vorfand. Es gelang ihm, den Mönchen die Regel des heiligen Benedikt als Lebensform aufzuerlegen. In den Kriegen zwischen Pippin, Karl dem Großen und Hunold Herzog von Aquitanien in der zweiten Hälfte des 8. Jahrhunderts flohen die Mönche aus ihrer Abtei.
In den Zeiten der Normanneneinfälle, zu Beginn des 9. Jahrhunderts, blieb die Abtei zunächst von jeglicher Verwüstung verschont, da sie abseits schiffbarer Flüsse lag. Im 9. Jahrhundert konnte sich die Abtei Saint-Jouin zu einem Zentrum klösterlicher Kultur im Haut-Poitou entwickeln. In anderen Gebieten der Region mussten die Mönche der von den Wikingern überfallenen und geplünderten Klöster fliehen. Zahlreiche dieser Flüchtlinge fanden Zuflucht in Saint-Jouin. Zum Beispiel verließen die Mönche der Abtei des Heiligen Martin von Vertou ihr Kloster unter Mitnahme der Reliquien ihres Gründers. Im Jahre 843 zogen sie sich mit Unterstützung Ludwigs des Frommen nach Ension zurück. Sie gaben dem Kloster neue Impulse, indem sie dort die mittlerweile vergessene Regel des Heiligen Benedikt wieder aufleben ließen.
Im Jahr 878 stellten die Mönche die alte karolingische Kirche auf dem heutigen Standort der Abteikirche wieder her. Etliche der Flüchtlinge brachten wertvolle Reliquien mit, die Saint-Jouin zu einem beliebten Ziel vieler Pilger werden ließ, deren Spenden den Wohlstand der Abtei förderten.

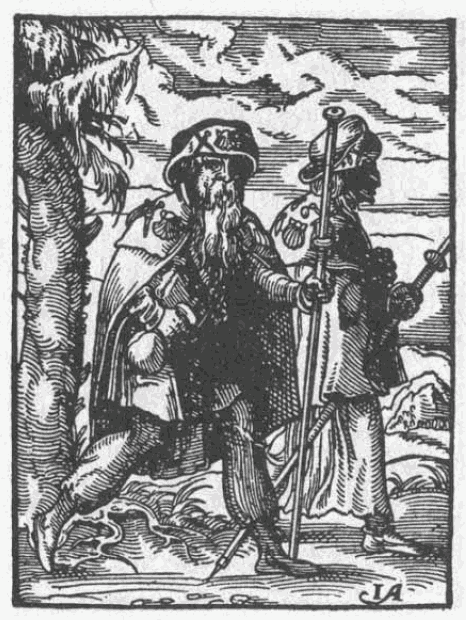
Jakobspilger, Darstellung von 1568

Saint-Jouin befand sich auf direktem Weg zwischen Angers und Poitiers, der dort in die Via Turonensis mündete, und lag damit an einer wichtigen Strecke des „Jakobswegs“ nach Santiago de Compostela, der im 11. und 12. Jahrhundert zu besonderer Blüte anwuchs.
Im Laufe des 11. Jahrhunderts nahm der Strom der Pilger derart zu, dass die alte karolingische Kirche ihn nicht mehr fassen konnte. Außerdem bot sie nicht mehr genügend Raum, die zahlreichen Reliquien zur Schau zu stellen. Es wurde ein Neubau erforderlich. Der Grundstein wurde im Jahr 1095 vom Mönch Raoul gelegt, dem Baumeister und Reformator des Ordens, unter dessen Führung die Bauarbeiten begannen.
Im Jahr 1100 erfolgte seine Ernennung zum Abt von Saint-Jouin. Bereits im Jahr 1130 konnten die wesentlichen Arbeiten der Abteikirche mit der Einweihung des Hauptaltars abgeschlossen werden. Die großzügigen Ausmaße und künstlerische Ausstattung der neuen Abteikirche setzten ein äußeres Zeichen für den Wohlstand der Abtei. Im Jahr 1179 unterstanden ihr 127 Kirchen und deren Gemeinden. Zwischen Ende des 12. und Anfang des 13. Jahrhunderts gründeten die Mönche der Abtei Saint-Jouin die Kirche von Aigne in der Gemeinde Saint-Sébastien-sur-Loire (Département Loire-Atlantique), sowie die Kirche Saint-Jacques südlich von Nantes, ferner die Abteien Saint-Martin in Vertou und Saint-Nicolas in Les Moutiers-en-Retz.
Im 13. Jahrhundert tauschte man die romanischen Tonnengewölbe im Mittelschiff und im Chor gegen gotische, angevinische Kreuzrippengewölbe aus. Allerdings haben, im Gegensatz zur übrigen Kirche, die Radialkapellen am Chorumgang schon frühgotische Fenster.
Im selben Jahrhundert (nach Kennzeichnung in einer Grundrisszeichnung) bemerkte man im südöstlichen Bereich des Chorhauptes Absenkungen des Geländes, die zu Rissbildungen der Konstruktionen geführt hatten. Da ein Einsturz von Gebäudeteilen zu befürchten war, fügte man außen an die Umgangskapellen und am südlichen Querhausarm außergewöhnlich klobig dimensionierte Strebepfeiler an, die die ehemals harmonisch wirkenden Proportionen des Chorhauptes beeinträchtigen.
Im Jahre 1356 fiel die Region in die Hände der Engländer. Verwüstungen wurden hauptsächlich zwischen 1369 und 1374 begangen. Im Jahre 1372 kappten die Engländer den Südturm von seinem kleinen Glockenturm.
In der zweiten Hälfte des 14. Jahrhunderts, im Hundertjährigen Krieg (1337–1453), erweiterte man die Befestigungen der Abtei zum Schutz gegen die Engländer und gegen plündernde Horden. Die Kirche wurde in Teilen wehrtechnisch nachgerüstet. Der gesamte südliche Querhausarm wurde um ein ganzes Geschoss aufgestockt und in ganzer Breite des Querhauses und auf dessen Seiten mit einer Batterie von Pecherkern ausgestattet, über denen überdachte Bewegungsräume mit verschließbaren Fenstern für die Verteidiger angeordnet wurden. Gleichzeitig erbaute man eine großzügig dimensionierte Spindeltreppe im Winkel zwischen Querhauarm und Chorumgang als Zugang zu den Erweiterten Wehranlagen. Dieser stattliche Raumgewinn sollte im Falle der Verteidigung zum längerfristigen Aufenthalt von Verteidigern, zur Lagerung von Nahrungsmitteln, Waffen und Munition dienen. Durch die Befestigungsanlagen gelang die Verteidigung der Kirche. Die Gegend wurde vom Ober-Stallmeister Bertrand du Guesclin zurückerobert. Im Jahr 1422 erweiterte man die Befestigungsanlagen der Klostergebäude, trotzdem wurden diese beträchtlich beschädigt.

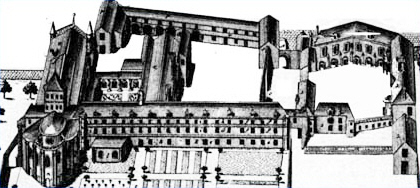
Abteigebäude gegen Ende des 17. Jhs., von Osten

Fassade, vor Restaurierung gegen Ende des 19. Jhs.

Im Jahre 1447 fand die Restaurierung der zum Konvent gehörenden Gebäude statt. 1467 wurde Saint-Jouin-de-Marnes Marktort, jeden Samstag fanden Märkte statt. 1476 ließ Pierre von Amboise das Kloster mit dem Kreuzgang wieder errichten. Hiervon ist heute nur noch die auf der Nordseite an die Kirche angebundene Südgalerie des Kreuzgangs erhalten.
Die Religionskriege (1562–1598) zwischen der katholischen Liga und den Hugenotten trafen die Abtei Saint-Jouin schmerzlich. Im Februar 1568 kam eine Truppe protestantischer Kavallerie auf dem Weg zur Schlacht bei Moncontour hier vorbei. Sie plünderten und brandschatzten das Kloster. Die Zerstörungen durch die Truppen Gaspard de Colignys waren so radikal, dass fast nichts übrig blieb. Die Reliquien des Heiligen Jouin verschwanden damals spurlos. Im Jahr 1569 gab es aufs Neue Plünderungen.
1655 übernahm das Kloster von Saint-Jouin die Reform des Heiligen Maurus, es kam wieder zu einer gewissen Blüte. Die weitläufigen Gebäude der Abtei erstreckten sich auf der Nord-West-Seite der Abteikirche um mehrere Höfe und beherbergten u. a. eine Schule für Malerei.
Für die Abtei begann ein florierender Zeitabschnitt bis zum Beginn des 18. Jahrhunderts, als sich ein neuer Verfall des klösterlichen Lebens ankündigte. 1755 wurde das alte Konventsgebäude zerstört und ein neues errichtet. Im selben Jahre verlor das Kloster von Saint-Jouin seine Selbständigkeit und wurde der Verwaltung des Kapitels von Amboise unterstellt. In der Folgezeit geriet die Abtei immer mehr in Vergessenheit und blieb seit 1770 unbewohnt.
Die Französische Revolution von 1789 setzte dem klösterlichen Leben ein Ende. Die Abtei wurde auf Befehl des Staates verkauft, die Kirche wurde im Jahr 1795 dem Gottesdienst zurückgegeben. In der französischen Revolution (1789) wurde die Abtei offiziell geschlossen und die Abteigebäude als Nationalgut verkauft, teilweise auch zum Abbruch freigegeben. Der Kirche blieb allerdings glücklicherweise dieses Schicksal erspart.
Prosper Mérimée besuchte Mitte des 19. Jahrhunderts Saint-Jouin-de-Marnes. Er fand das Kloster in beklagenswertem Zustand. Auch die Kirche war unbeaufsichtigt und der Verwitterung ausgesetzt, und sie wies beträchtliche Schäden auf. Es gibt von dem beklagenswerten Zustand der Fassade eine detaillierte Darstellung (siehe Bild). Seinen Bemühungen ist es zu verdanken, dass die Abteikirche weitgehend erhalten werden konnte.
Die Restaurierungsarbeiten, die oftmals unterbrochen werden mussten, konnten erst Mitte des 20. Jahrhunderts zum Abschluss gebracht werden.
Heute existieren von dieser Abtei, die eine bedeutende geistliche und wirtschaftliche Ausstrahlung in der Region hatte, im Wesentlichen noch die gut erhaltene Abteikirche, die südliche Galerie des Kreuzgangs und das Gebäude des Konvents, das sich im Privatbesitz befindet.

## Das Kirchenbauwerk
Hauptabmessungen zirka
ohne Pfeilervorlagen:
- Gesamtlänge außen: 72,30 m
- Innere Länge der Schiffe: 41,70 m

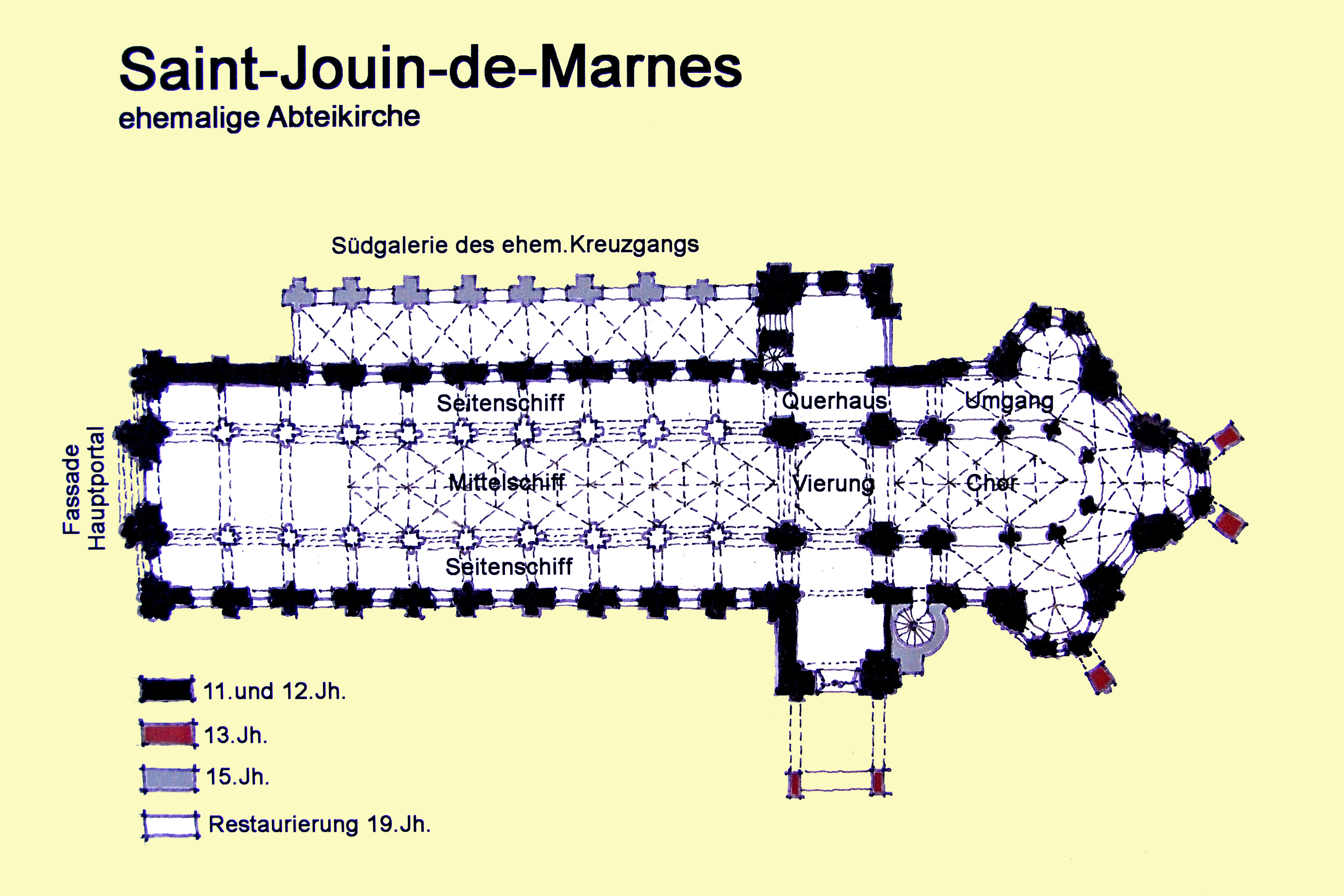
Abteikirche, Grundriss, genordet (oben = Norden)

- Breite des Langhauses außen: 17,00 m
- Länge des Querhauses außen: 28,30 m
- Breite des Querhauses außen: 8,40 m
- Innere Lange des Querschiffs: 24,90 m
- Tiefe des Chores: 14 m
- Länge des Chorhaupts, vom Querhaus bis Apsis Mittelkapelle: 23,30 m
- Höhe der Bogenwölbungen des Chores: 8,50 m

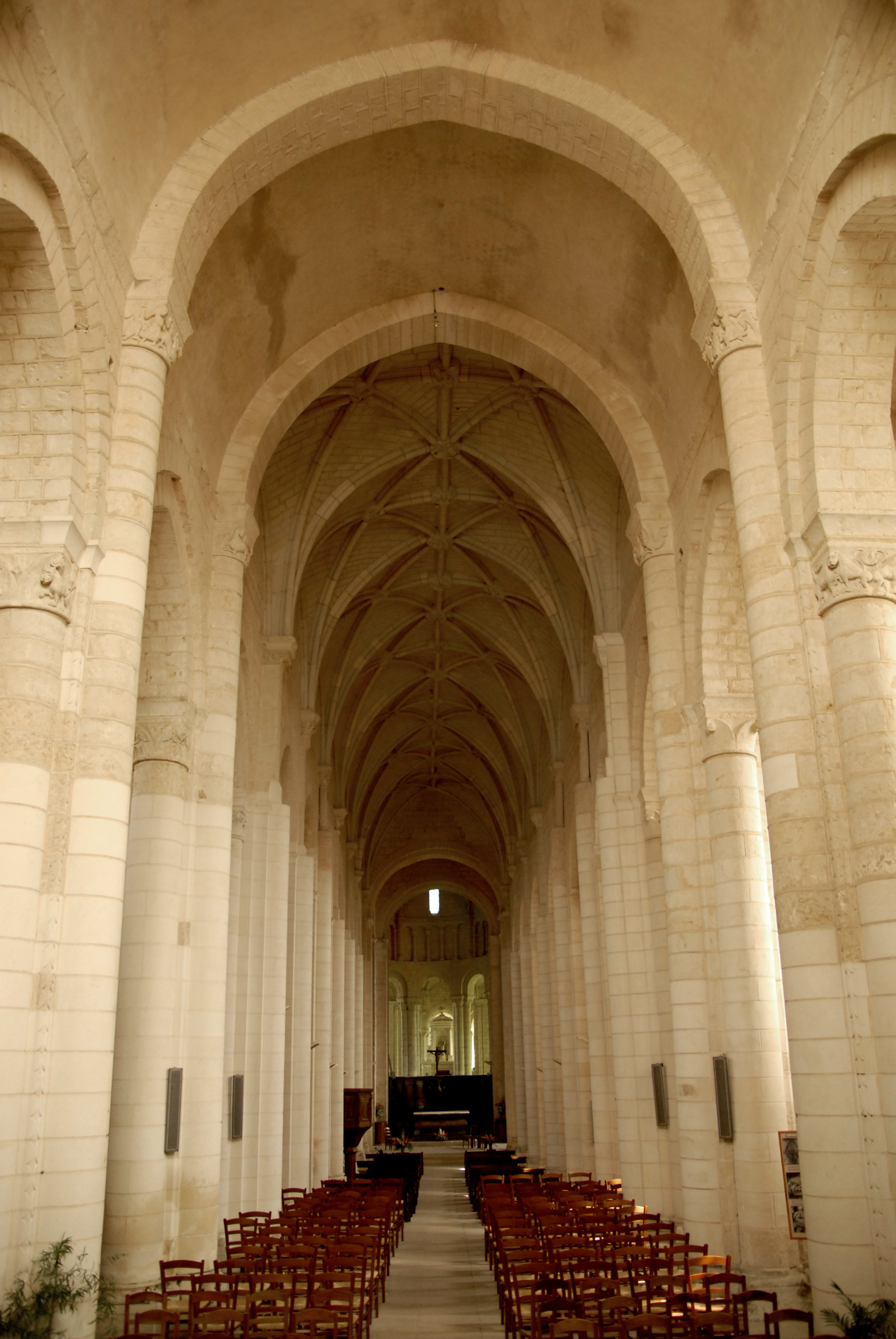
Mittelschiff vom 1. Joch aus, Gewölbezone im Dunkeln

- Gesamthöhe: 15 m

### Inneres

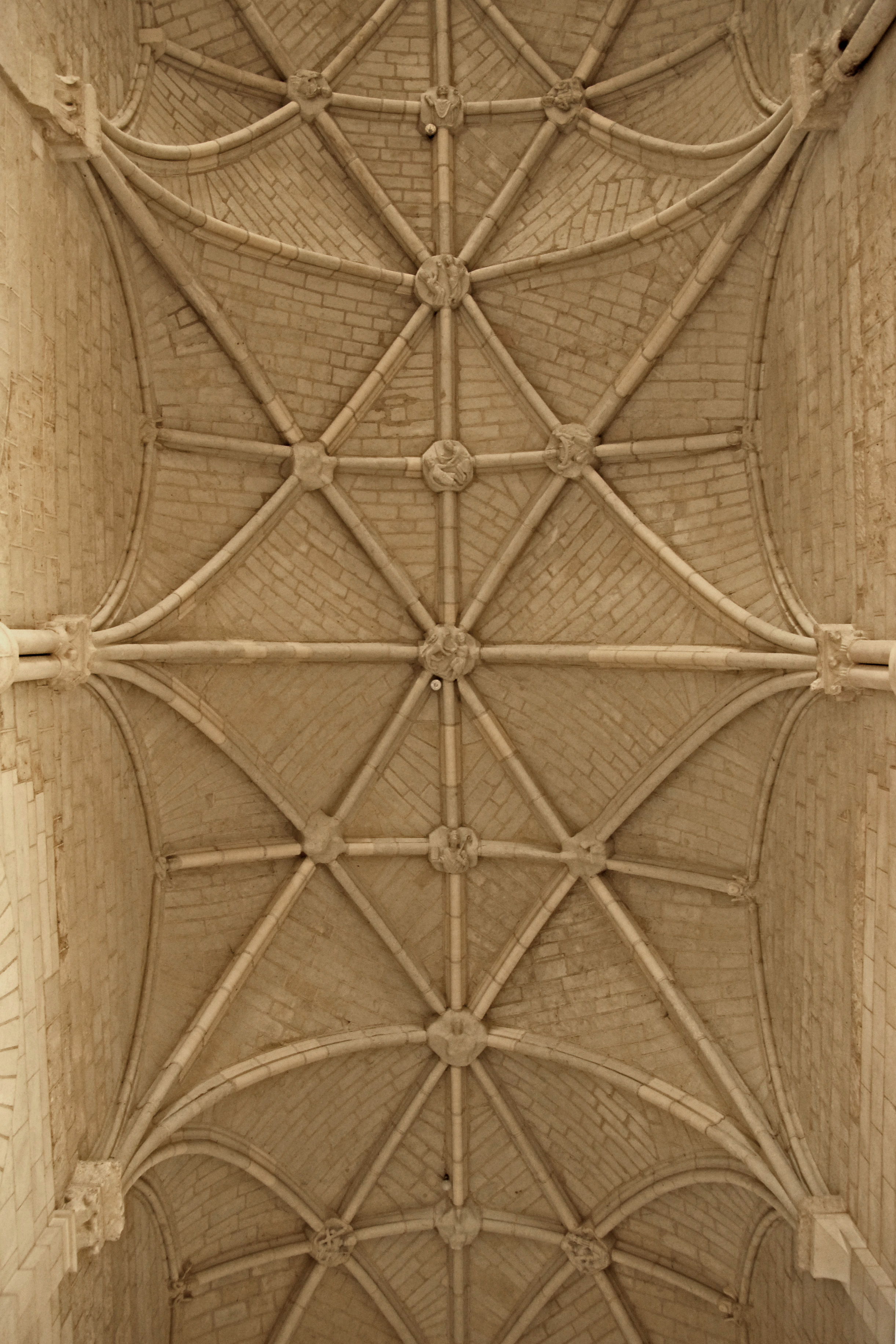
Frühes Netzgewölbe, Mittelschiff, Joche 4 bis 10
(Ausschnitt)

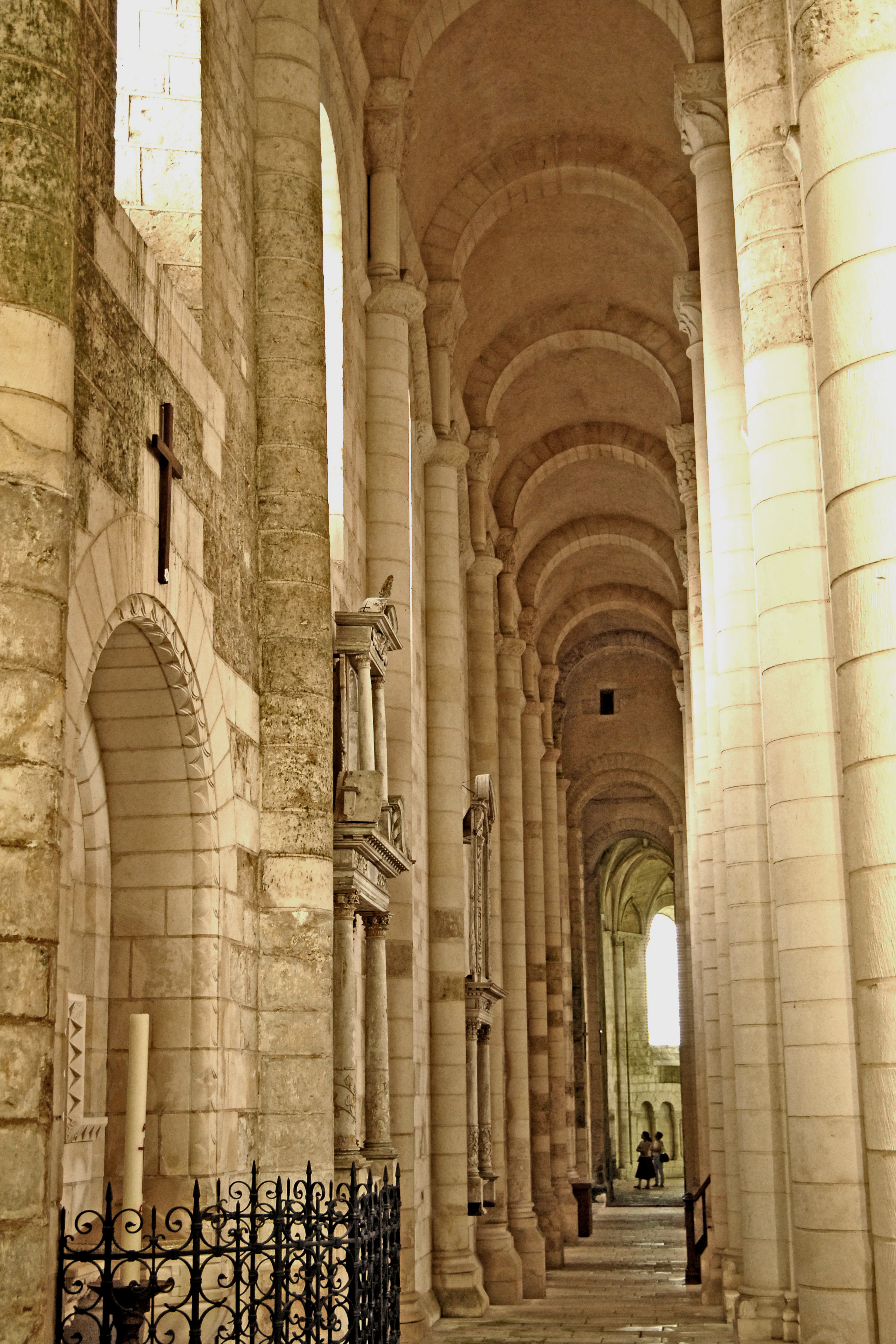
Nördliches Seitenschiff: Tonne mit Gurtbögen

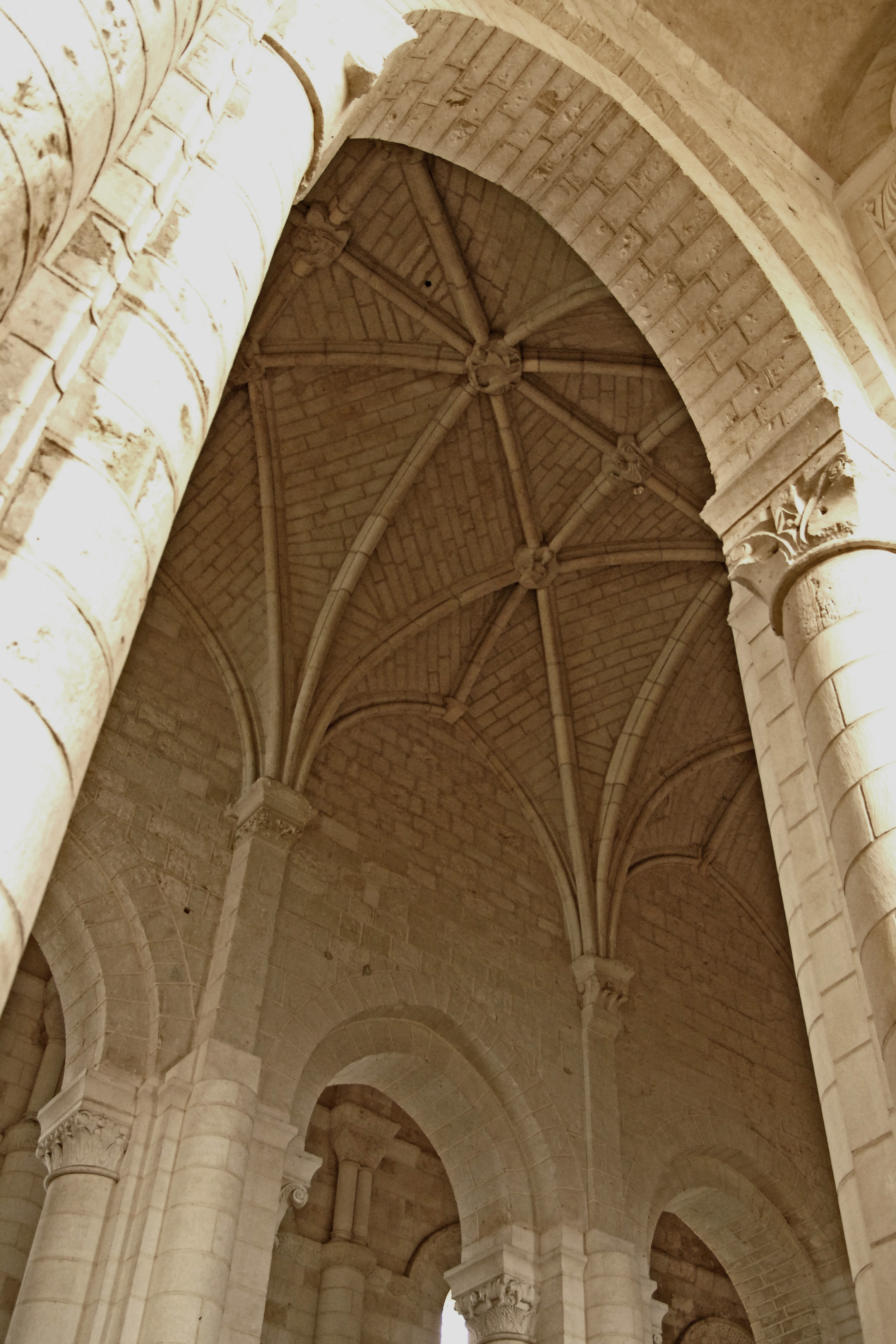
Mittelschiff: nördliche Arkade und Netzgewölbe

#### Das Langhaus
Der Grundriss der Abteikirche entspricht einem lateinischen Kreuz. Das Langhaus als dreischiffige Hallenkirche hält sich an das im Poitou gängige Muster; es hat zehn Joche.
Die ersten drei Joche weisen in allen Schiffen noch die Ursprungseinwölbung mit halbkreisförmigen Rundtonnen auf, die im Mittelschiff leicht angespitzt sind. Sie werden untereinander getrennt von im Querschnitt rechtwinkligen Gurtbögen. Die Höhen der Schiffe untereinander differieren nur gering. Die angespitzten Scheidbögen zwischen den Schiffen weisen einen abgestuften Querschnitt auf. Ihre Scheitel befinden sich auf Höhe der Gurtbogenansätze des Mittelschiffs. Die Gurt- und Scheidbögen stehen in allen Schiffen auf Halbrundsäulen (Diensten), die aus den kräftigen quadratischen Pfeiler-Kernen und den Außenwänden hervortreten. In Höhe der Bogenansätze schließt jede Halbsäule jeweils mit einem skulptierten Kapitell mit dicker Kämpferabdeckung ab. In den Seitenschiffen sind die Dienste an den Außenwänden in der Höhe noch einmal unterteilt. Ein gutes Stück unter dem oberen Kapitell in Höhe des Wölbungsansatzes wechselt die Dimension der Säulendicke. Aus der einen Säule werden zwei kleinere, die auf einem zusätzlichen Kapitell stehen. Vielleicht ist das ein Zeichen für eine nachträgliche(?) Erhöhung der Schiffe, möglicherweise schon während der ersten Bauphase.

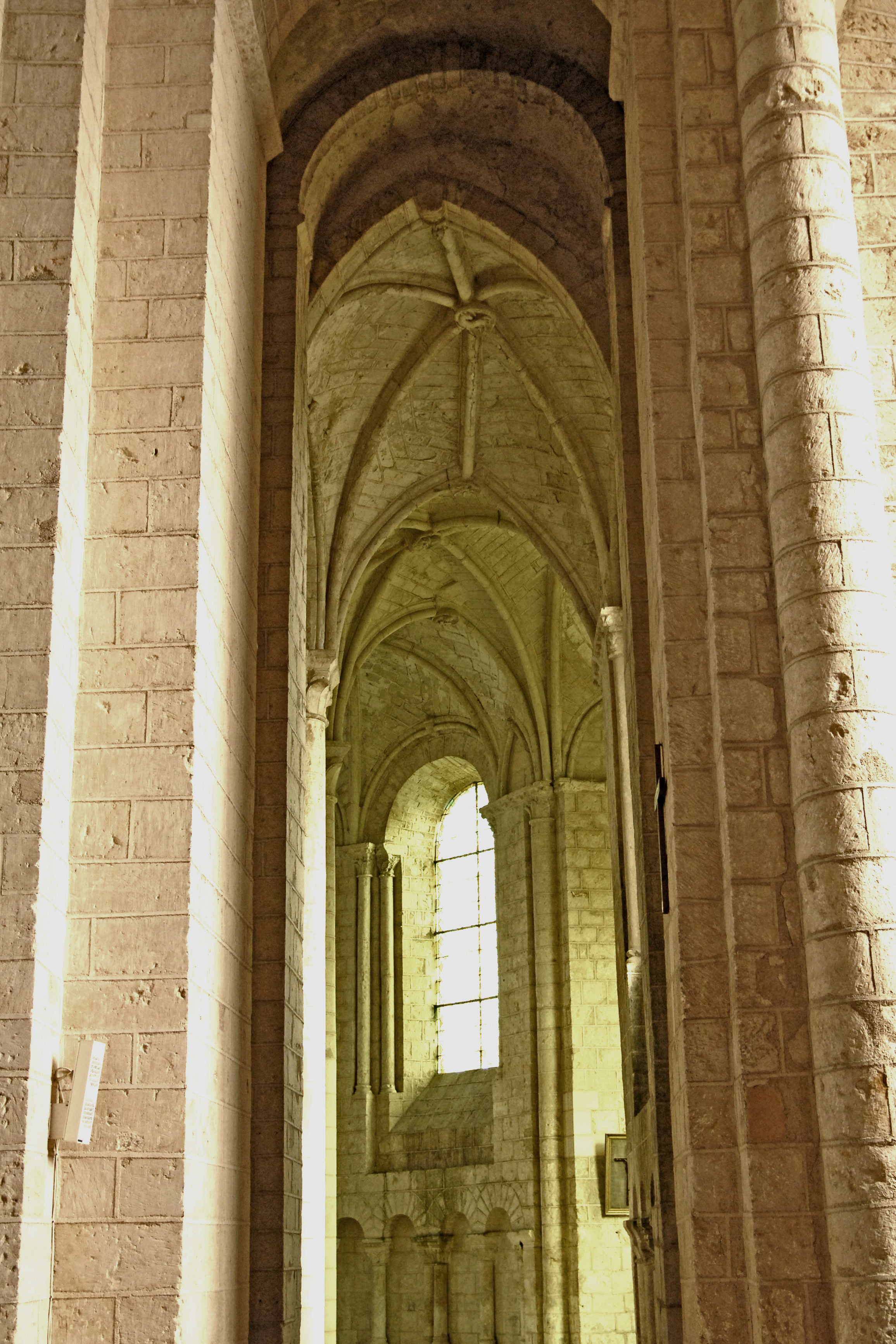
Südlicher Chorumgang: domikale Kreuzrippengewölbe

Die übrigen sieben Joche waren ursprünglich genauso gestaltet. Die Seitenschiffe wie auch die Scheidbögen haben dort ihre ursprüngliche Gestaltung erhalten. Die Gewölbe des Mittelschiffs, in den Jochen vier bis zehn, wurden im 13. Jahrhundert modifiziert, und der damals aktuellen Stilrichtung der Gotik angepasst. Man zog dort gotische Kreuzrippengewölbe ein, mit angevinischer Prägung. Die Gurtbögen wurden entfernt zu Gunsten von profilierten Rippen. Die neuen Wölbungen leiteten ihre Lasten über die Rippen gebündelt auf die weitgehend erhaltenen Kapitelle in ursprünglicher Höhe. Die Dienste darunter wurden jedoch bis auf die Höhe der Kapitelle der Scheidbögen abgetragen und dort durch wesentlich dünnere Rundsäulenschäfte ersetzt, teilweise auch durch rechtwinklige Pfeilervorlagen. Die gotischen Gewölbe sind mit Schlusssteinen ausgerüstet, die mit unterschiedlichen figürlichen Skulpturen aufwändig gestaltet sind. Sämtliche Pfeiler und Dienste des Langhauses und deren Kapitelle wurden im 19. Jahrhundert einer umfassenden Restaurierung unterzogen. In jedem Joch gibt es ein mittelgroßes Fenster in der oberen Hälfte der Außenwand, mit leicht nach innen aufgeweiteten Laibungen und ohne besonderen Schmuckelemente. Im Verlauf des Langhauses wird das Bodenniveau dem äußeren Niveaugefälle des Geländes entsprechend durch Treppenstufen angeglichen.
Die Tagesbelichtung des Mittelschiffs erfolgt ausschließlich über die Fenster der Seitenschiffe und die großen Fenster in der Fassadenwand. Wegen fehlender Obergadenfenster ist das Gewölbe des Mittelschiffs nur schwach beleuchtet.

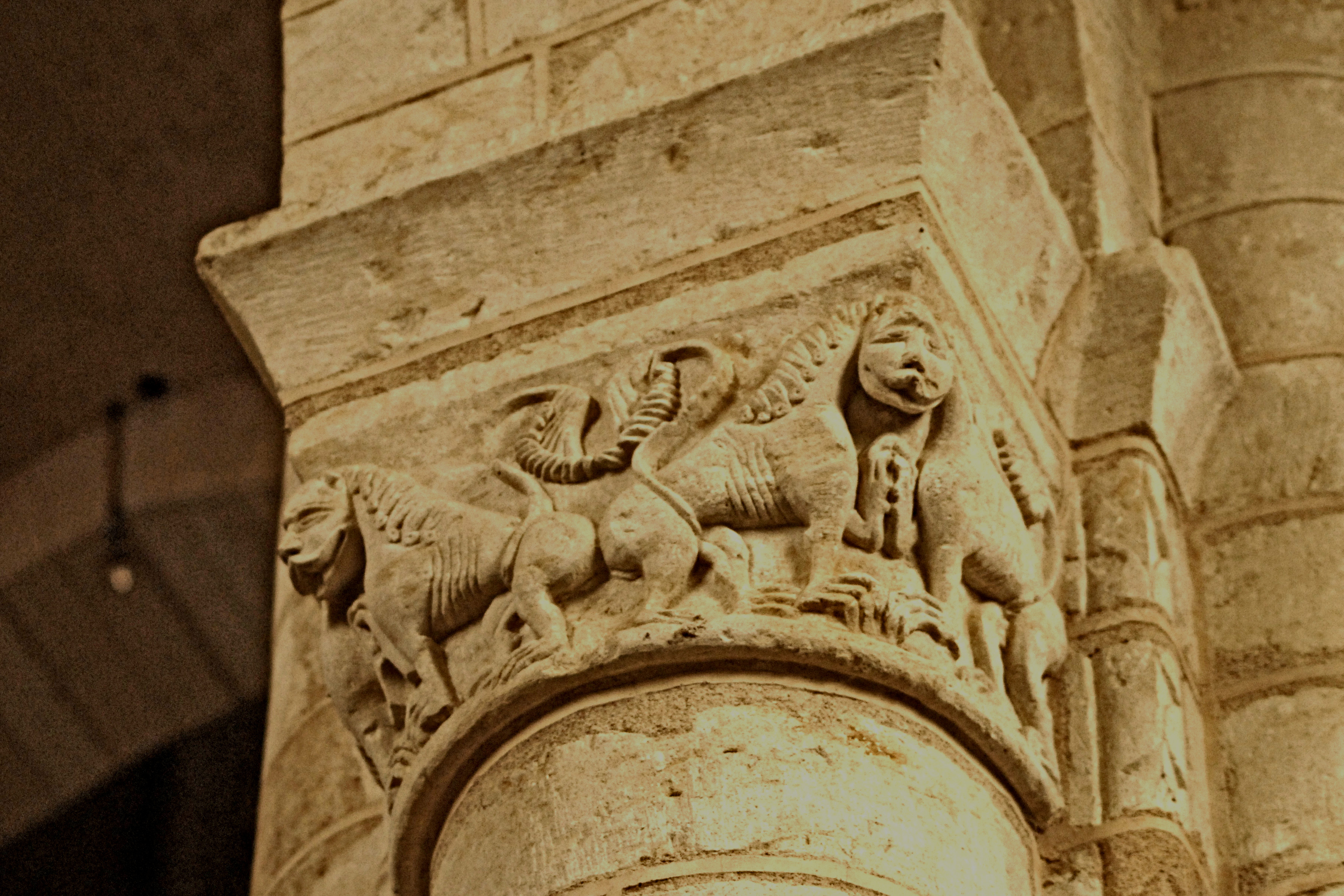
Langhauskapitell, Löwen
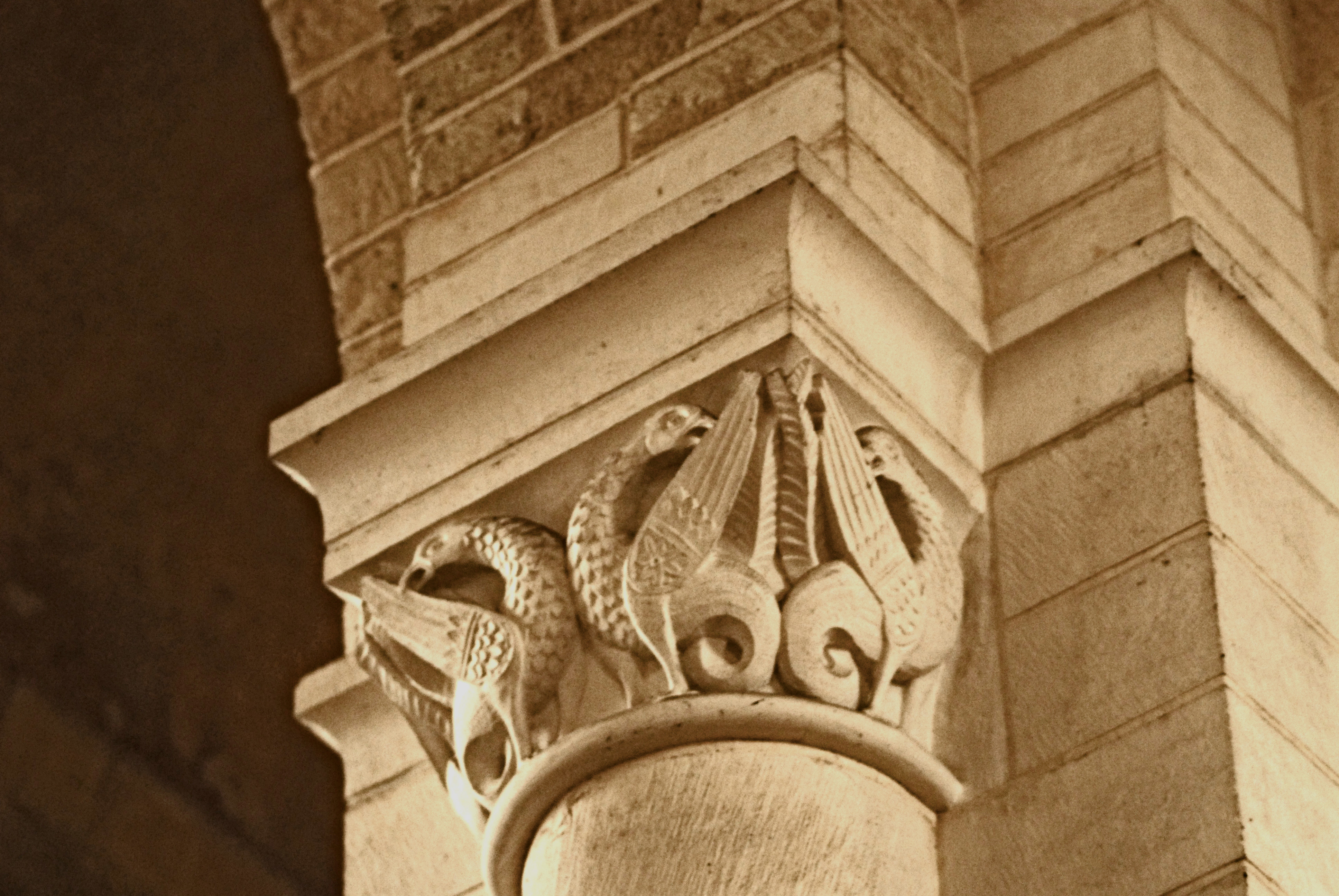
Langhauskapitell, Vögel
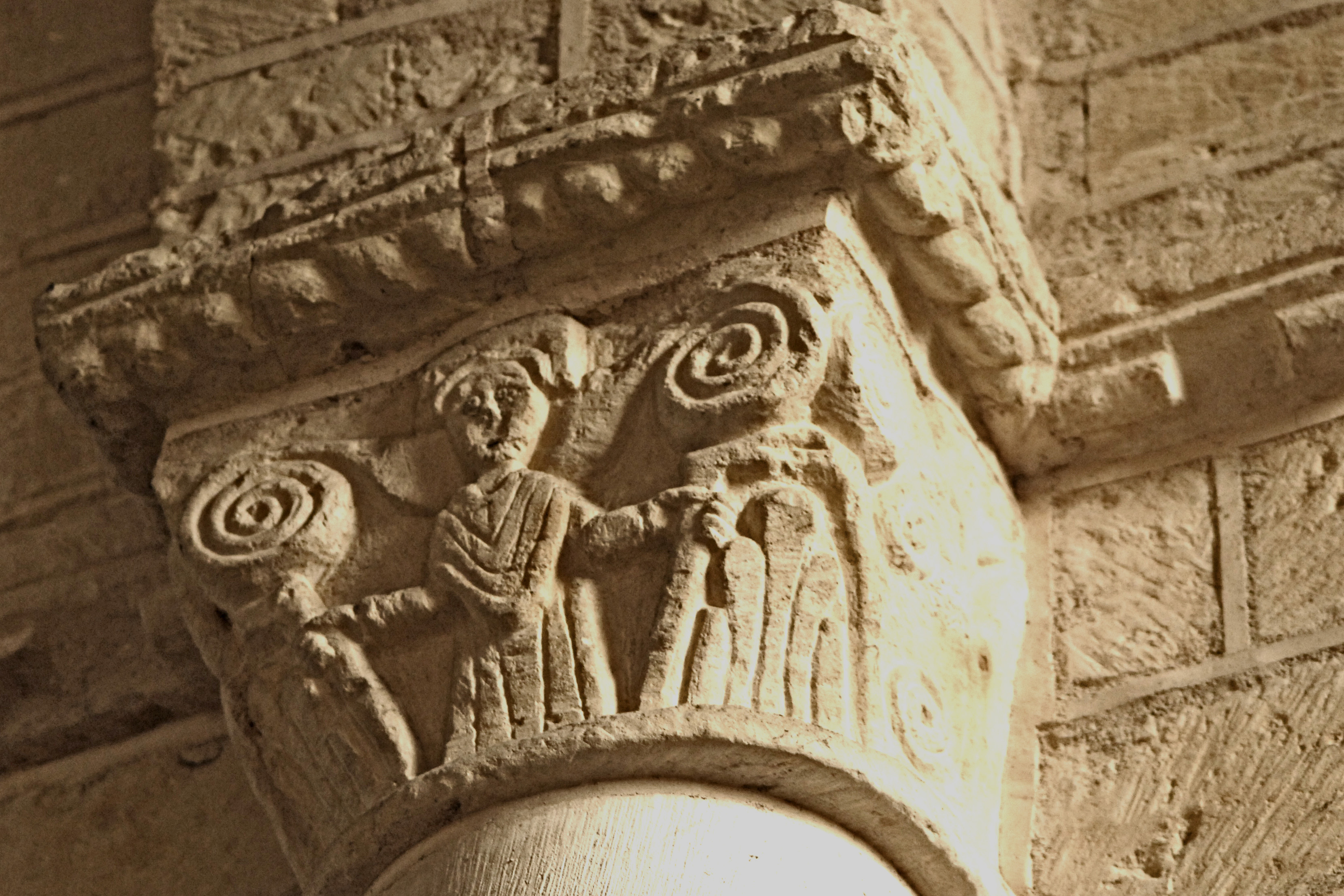
Langhauskapitell, Heiliger mit Nimbus und 2 Bischofsstäben
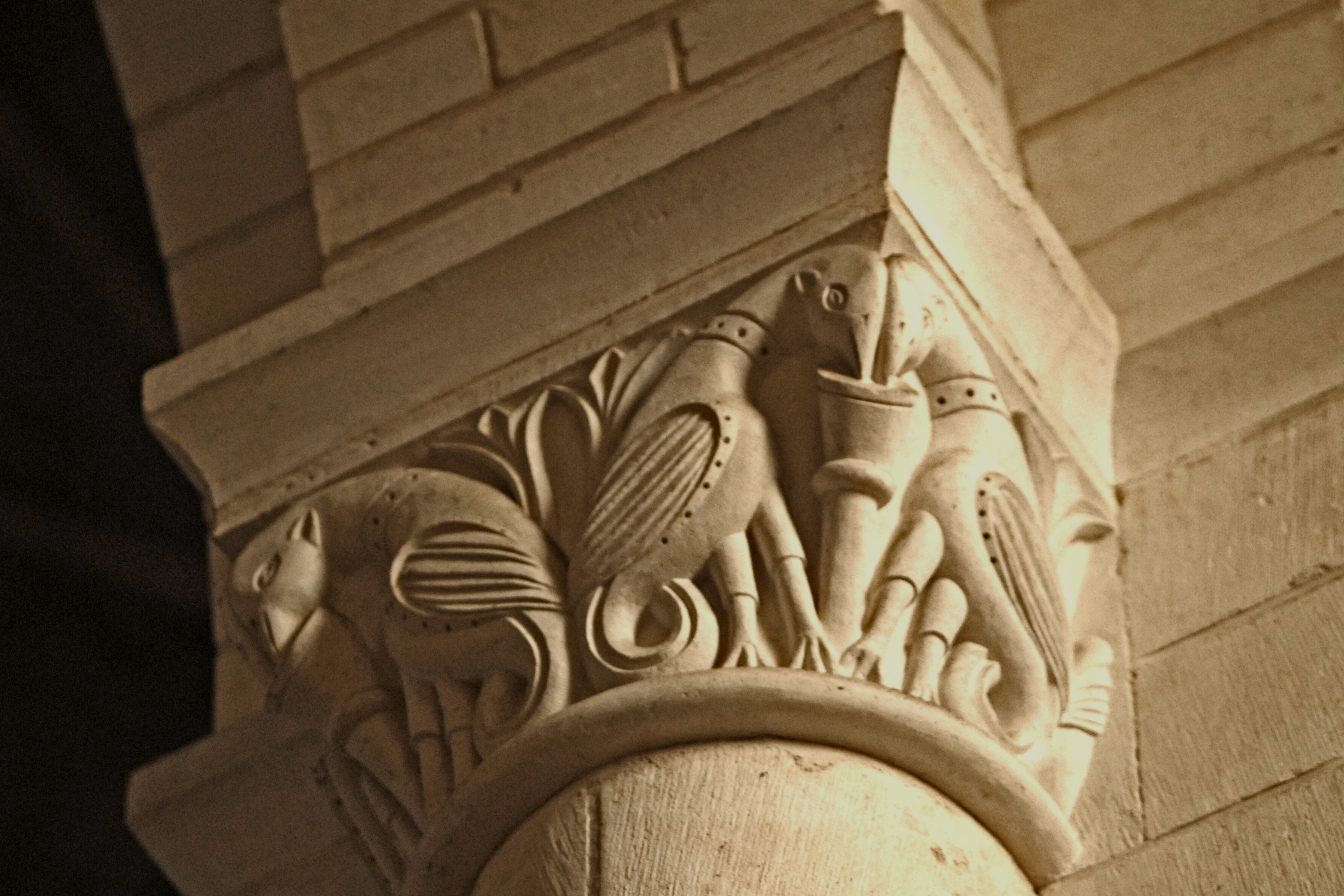
Langhauskapitell, Vögel trinken aus Kelch

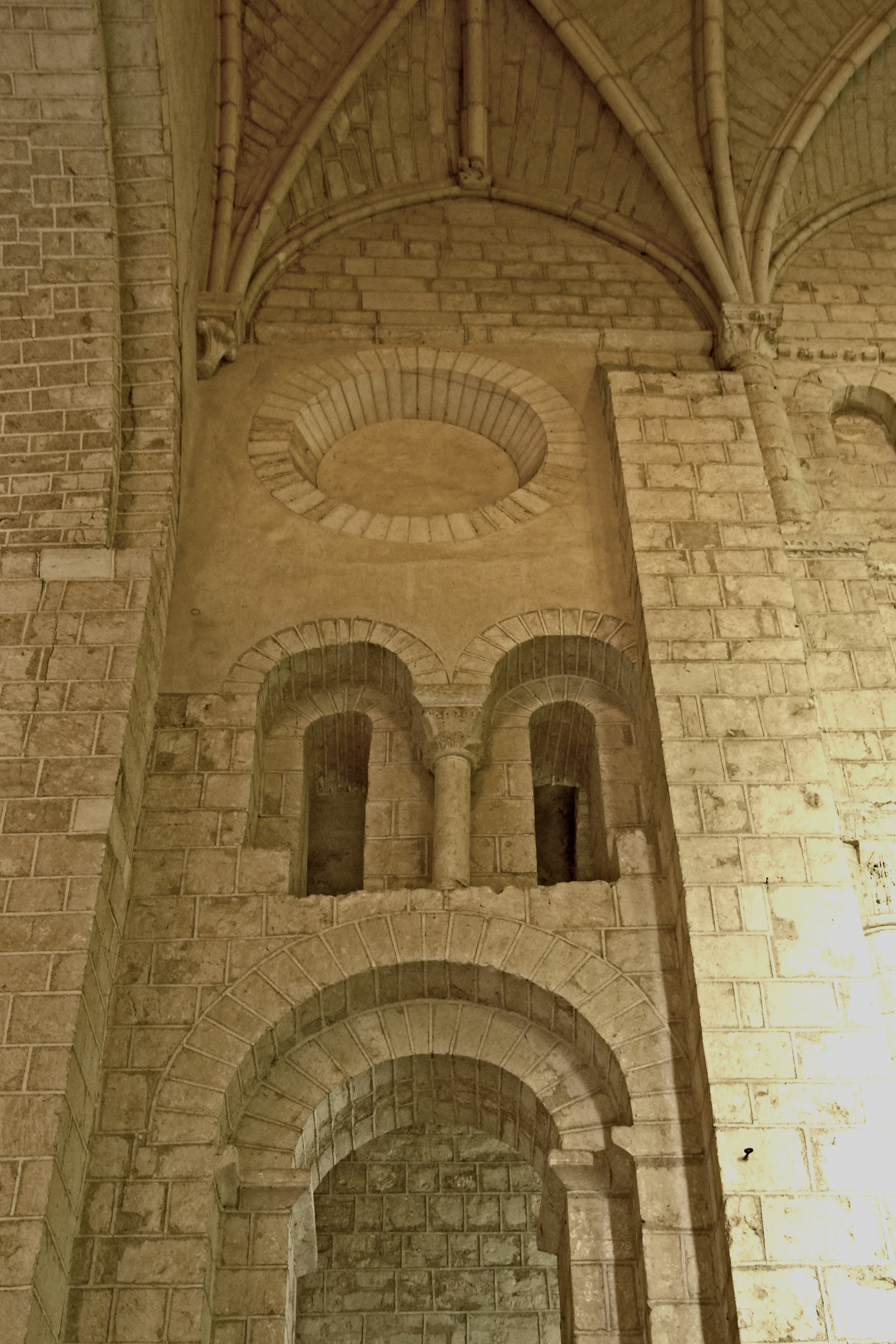
Nordwand des Chors, 1. Joch

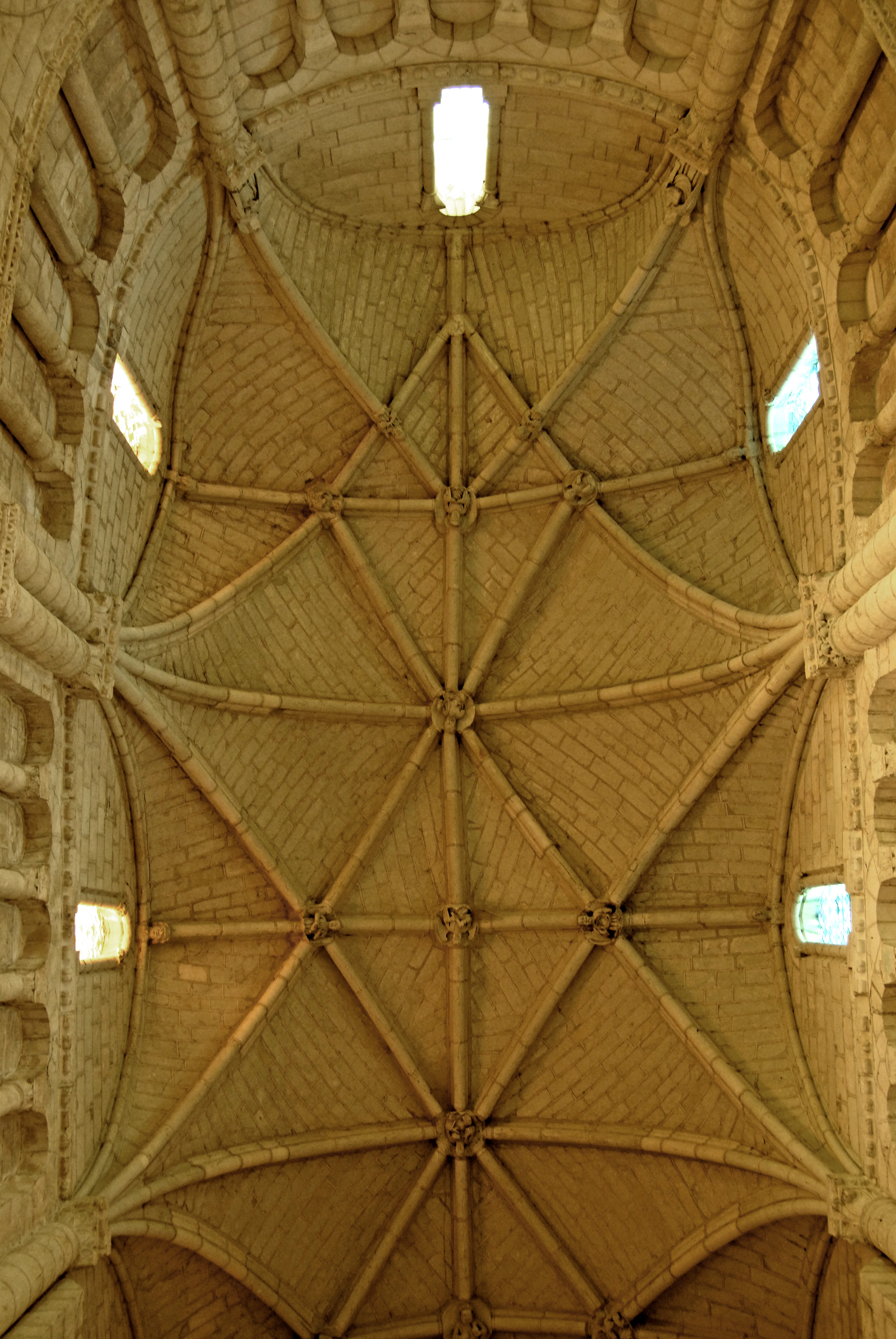
Chor: Netzgewölbe und Obergadenfenstern

#### Das Querhaus
Das Langhaus öffnet sich in Verlängerung der drei Schiffe in das Querhaus. Die Vierung wird eingerahmt durch vier Pfeilerbündel, die kräftigsten des Gebäudes, und deren vierseitige Wandungen mit angespitzten, im Querschnitt abgestuften Bögen. Die Bögen zum Schiff und zum Chor sind deutlich höher angeordnet als die zu den Querschiffarmen. Nur die Dienste auf den West- und Ostseiten der Pfeilerbündel tragen skulptierte Kapitelle, auf den anderen Seiten sind im Querschnitt rechteckige Pfeilervorlagen angeordnet, deren Bogenansätze mit Kämpferprofilen markiert sind. Davon ausgenommen sind die zum Chor hinweisenden Seiten der Vierungspfeiler, an denen die Chorwände anschließen.

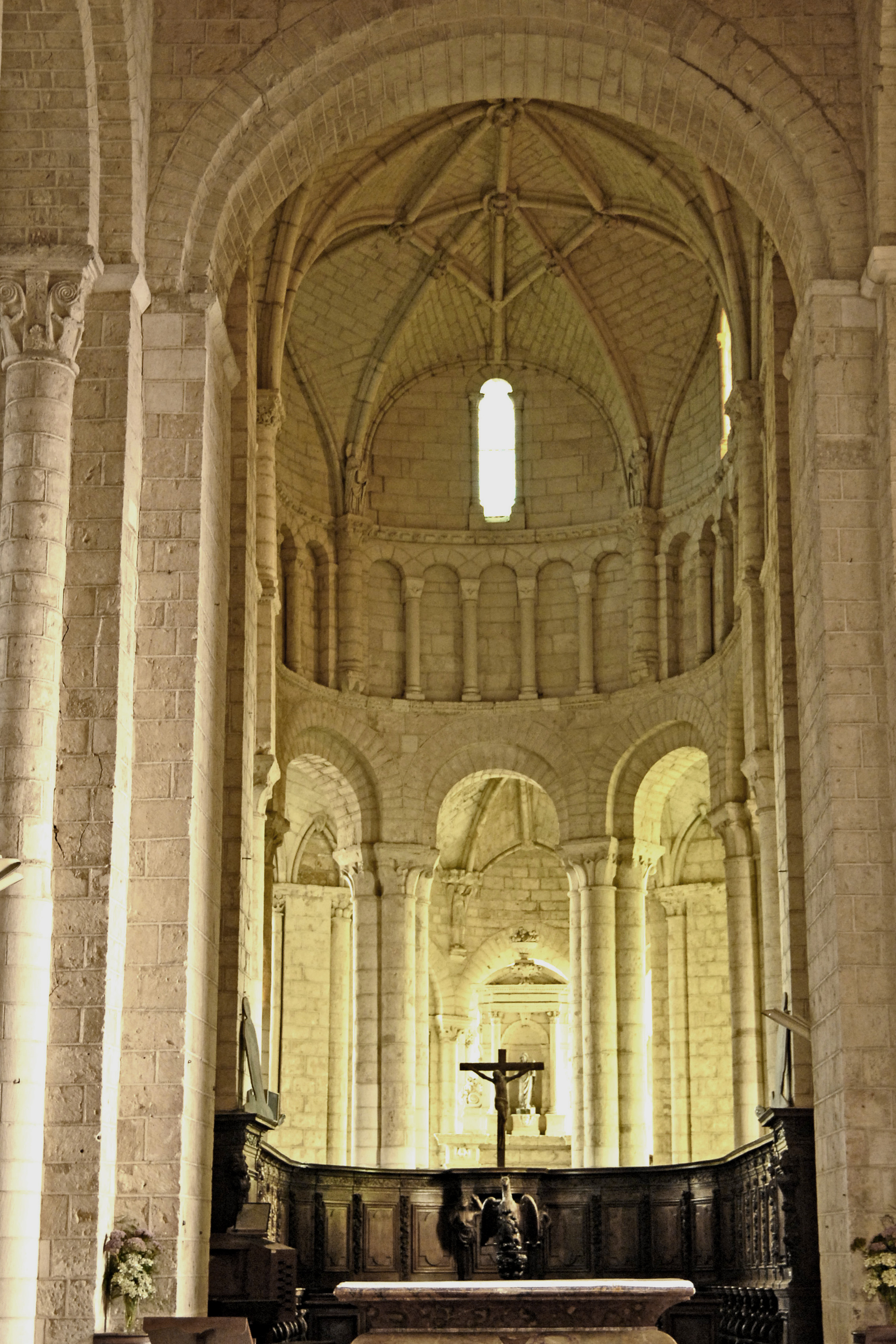
Umgangschor: Arkade, Triforium, Obergadenfenster

Die Vierungskuppel ruht mit ihrem unteren Saum auf den Vierungswänden und in deren Ecken auf den relativ kleinen Trompen, markiert durch ein Kragprofil. Im Scheitel der Kuppel ist eine kreisrunde Öffnung ausgespart.
Die Querhausarme besitzen noch die ursprüngliche Einwölbung mit Tonnen. In Verlängerung der Langhausaußenwände wird die Wölbung durch je einen Schwibbogen unterbrochen. Der nördliche Querhausarm weist noch die beiden romanischen Rundbogenfenster auf, im südlichen sind die beiden Fenster gegen ein deutlich größeres mit Spitzbogen ausgetauscht worden. Der Grundrissplan der Kirche deutet darauf hin, dass die Querhausarme noch je eine Kapelle besaßen. Die nördliche Kapelle existiert nicht mehr; die südliche wurde ersetzt durch eine üppig dimensionierte Spindeltreppe, die hinauf zu den Wehranlagen am Giebel des Querhausarms führt. Die schlanken Durchlässe in die Seitenschiffe von Langhaus und Chor sind mit Rundbögen überdeckt, deren Scheitelhöhe etwa der Höhenlage der Vierungskapitelle entspricht.

#### Der Chor mit Umgang und Kapellen
Der an der Vierung beginnende Chorraum ist zunächst „dreischiffig“ aufgebaut, in gleichen Breitendimensionen wie beim Langhaus.

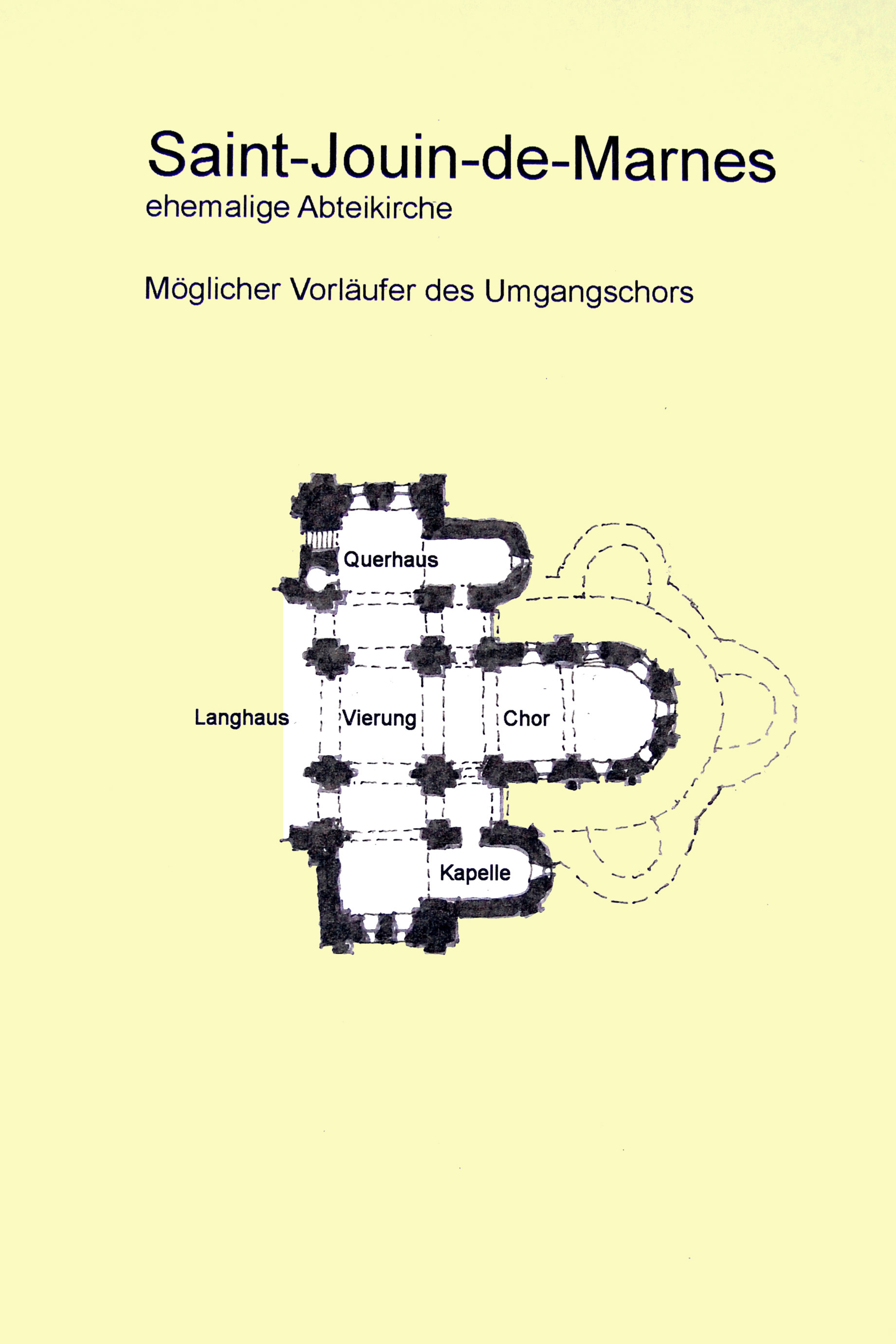
Chorvorläufer, Grundriss, Handskizze

Die ungewöhnliche Gestaltung des ersten Chorjochs deutet darauf hin, dass die weiterführenden Chorgestaltung ursprünglich anders ausgesehen haben könnte als heute, oder einmal anders geplant war. Dieses Joch schließt unmittelbar an die Vierung an und ist deutlich schmaler als die anderen. Auf seiner Ostseite stehen kräftige Pfeiler, im Querschnitt denen der Vierung gleichend, jedoch kleiner dimensioniert. An diesen Pfeilen fallen die kräftigen rechtwinkligen Pfeilervorlagen auf, die beidseitig bis zu den Gewölben von Chor und Umgang hinaufreichen. Die Wandabschnitte, die den Chor von den Umgängen trennen, weisen jeweils einen hoch aufragenden schlanken Durchlass auf, der von einem halbkreisförmigen Bogen überdeckt wird. In seinem Wandabschnitt wurde er nicht zentriert, sondern leicht nach vorne verschoben angeordnet. Seine Laibungskanten sind auf beiden Wandseiten durch Rückversätze gegliedert. Die Bogenansätze werden durch Kämpferprofile markiert. Knapp und zentriert über dem Durchlass gibt es zwischen Chor und Umgang zwei schlanke Rundbogenfenster. Die Fenster stehen in zwei größeren Nischen, die von Arkadenbögen überdeckt sind, die sich auf einer mittigen Rundsäule mit Kapitell und Kämpfer treffen. Eine Etage höher, in Höhe der Triforien, ist eine kreisrunde Wandnische mittig in diesem Wandabschnitt eingelassen. Diese könnte vielleicht einmal ein richtiges Fenster eines Chores ohne Umgang gewesen sein. Auf der Umgangsseite schließt in dieser Höhe eine Tonnenwölbung und darüber das Dach an. Auf der Chorseite markiert unmittelbar über der runden Nische ein waagerechtes Kragprofil den Beginn der Einwölbungszone mit gotischen Kreuzrippengewölben. Allein auf der Südseite ist unter den Wand- begleitenden Rippen ein spitzbogiges Obergadenfenster ausgespart.

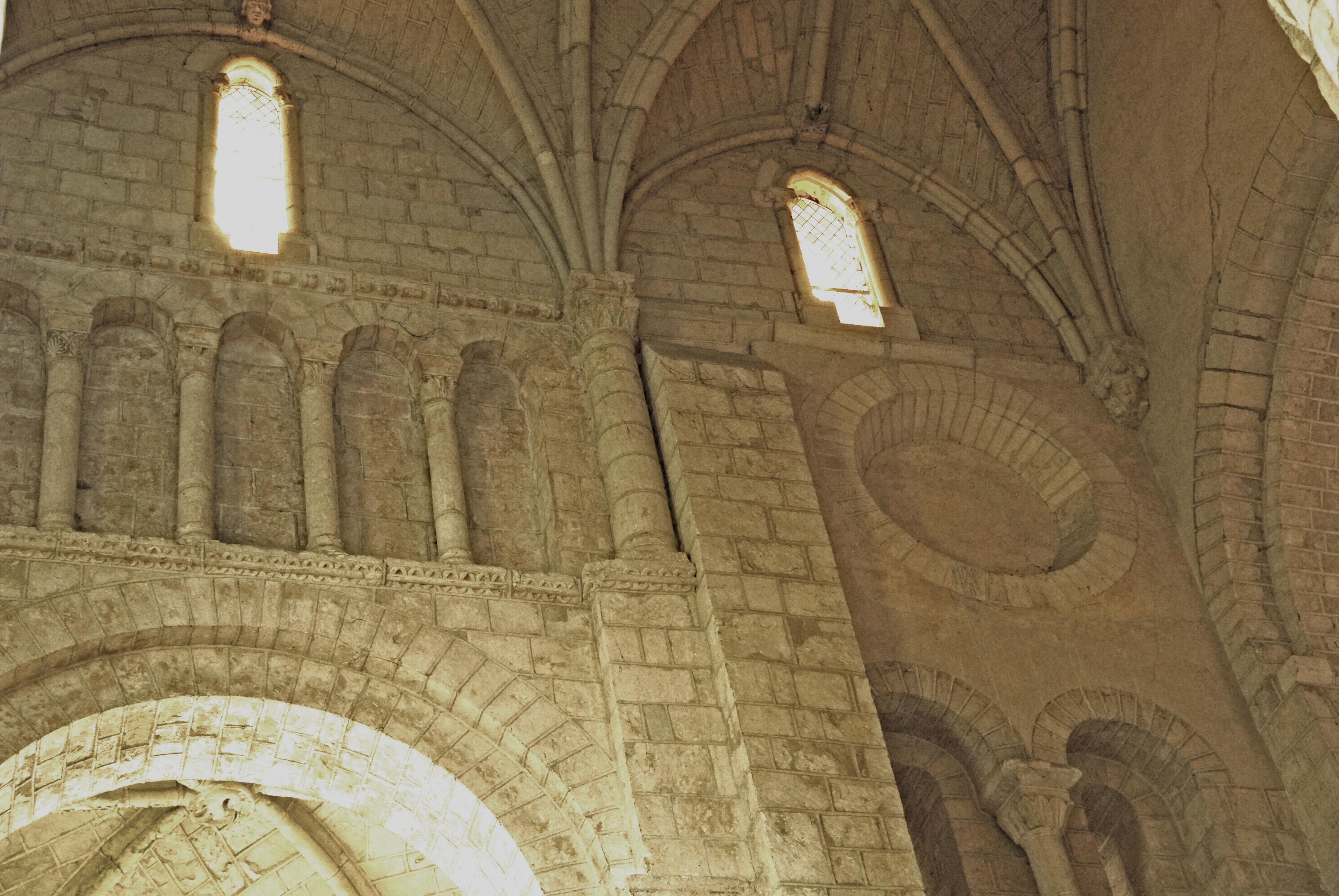
Südwand des Chors, Joche 2 u. 1, Triforium und Obergadenfenster

Dem ersten Joch folgt ein zweites, in „normaler“ Breite, ab dem es im Chorraum an Helligkeit zunimmt, zu dem die größeren Fenster im Umgang und die Obergadenfenster beitragen. Das im ersten Chorjoch begonnene angevinische Kreuzrippengewölbe setzt sich bis in die Chorapsis fort. Das gilt auch für die Ausstattung der Obergaden mit Fenstern. Im Umgang beginnt das Kreuzrippengewölbe erst ab dem zweiten Joch hinter dem letzten Gurtbogen und setzt sich um die ganze Rundung des Umgangs fort, bis hinein in die drei Umgangskapellen.
Die Arkadenzone aus fünf Arkaden wird getragen von sechs Säulenbündeln aus je vier Rundsäulenhälften, die von entsprechend gebündelten und schlicht skulptierten Kapitellen und Kämpferprofilen gekrönt werden. Die halbkreisförmigen Arkadenbögen sind im Querschnitt rechtwinklig und mit abgestuften Kanten ausgebildet.
Knapp über den Keilsteinen der Bögen markiert ein schmales Profil den Rückversatz der Wandoberfläche, in dem das Triforium aus einem Blendarkadenfries untergebracht ist. Dieser erstreckt sich über das zweite Joch und die ganze Arkadenzone des Erdgeschosses. Er wird in fünf etwa gleich breite Abschnitte unterteilt, aus jeweils fünf Blendarkaden, und zwar mit Rundsäulen, die etwas dicker sind als die der Blendarkaden. Die Blendarkaden werden getragen von schlanken Rundsäulen, die mit schlicht gestalteten Kapitellen, Kämpfern und Basen ausgestattet sind. Die Bögen bestehen aus glatten Keilsteinen, über denen das waagerechte Kragprofil, wie schon im ersten Chorjoch, den Beginn der Einwölbungszone markiert. Die den Arkadenfries unterteilenden Säulen reichen mit ihren Kapitellen bis unter dieses Kragprofil, von denen dann die Rippen nach oben streben. Die beiden ersten Unterteilungssäulen werden nach unten hin bis auf die Kapitelle der Arkadenzone im Erdgeschoss mit einer rechtwinkligen Pfeilervorlage unterfüttert. Auf dem vorgenannten Kragprofil beginnen die spitzbogigen Obergadenfenster. Auf den beiden gewölbetragenden Kapitellen beidseitig der Apsismitte stehen zwei Apostelskulpturen.
In der Rundung des Chorumgangs sind an den Außenwänden etwa einen halben Meter über dem Fußboden beginnende Blendarkadenfriese angebracht, die bis unter die Fenster reichen.
Die Lichtfülle im Chor wird noch einmal gesteigert durch je drei Fenster in den drei Umgangskapellen, und den beiden größeren Fenstern in ihren Zwischenräumen. Ihre Leibungen sind nach innen aufgeweitet. An den seitlichen Laibungskanten sind jeweils zwei schlanke Rundsäulen mit Kämpfern und Basen in Rückversätze eingebaut.

### Äußere Gestalt

#### Das Langhaus

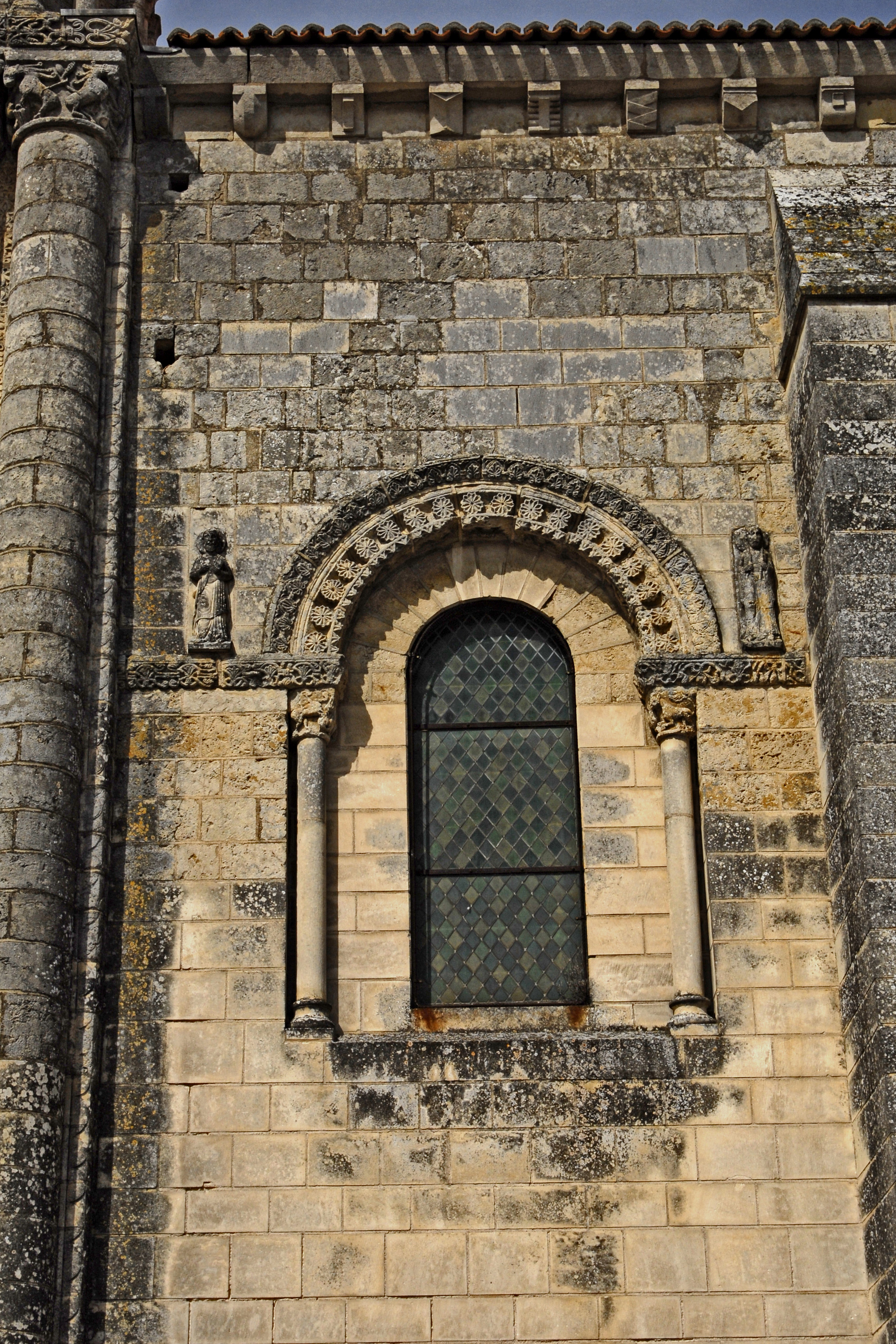
Langhausfenster Südwand, Joch 1

Das Langhaus erstreckt sich über immerhin zehn Joche, zwischen der Fassade (sh. späterer Abschnitt) und dem Querhaus, jeweils getrennt durch markante im Querschnitt rechteckige Pfeilervorlagen. Sie reichen mit ihren steil abgeschrägten Oberseiten bis fast unter die schlicht geometrisch skulptierten Kragsteine des profilierten Traufgesimses. In der oberen Hälfte der Wand und jeweils in Jochmitte ist ein Fenster mittlerer Größe ausgespart, das von einem halbkreisförmigen Rundbogen überdeckt wird. Das Fenster ist in einer mehr als doppelt so breiten Wandnische angeordnet. Sein Bogen wird mit Abstand von einem Archivoltenbogen überspannt, der beidseitig auf schlanken Rundsäulen ruht, deren Kapitelle figürliche Skulpturen zeigen, und deren Basen, die in den Nischenecken stehen, profiliert sind. Breite Kämpferbänder, mit üppigem pflanzlichen Dekor geschmückt, reichen von den Kapitellen bis zu den jochteilenden Pfeilervorlagen.
Die Stirnseite des Archivoltenbogens ist mit einem breiten Rosettenband und mit Zackenbändern geschmückt; es wird von einem oberflächenbündigen Band mit Blattmotiven überfangen. Beidseitig des Bogens stehen auf den Kämpferprofilen kleine Skulpturen von Personen, die durch ihre Nimben als Heilige zu erkennen sind. Die Beschreibung der Schmuckelemente betrifft das erste Joch auf der Südseite. Die übrigen Joche wechseln aber in ihrer künstlerischen Ausstattung.
Das Langhaus ist in ganzer Länge mit einem Satteldach in flacher Dachneigung überdeckt. Der wesentlich steiler geneigte Fassadengiebel ragt weit über die Dachflächen des Schiffs hinaus. Das Satteldach des Schiffs stößt gegen die höheren Wände des Querhauses. Es ist mit roten Hohlziegeln in römischer Form eingedeckt, das Regenwasser tropft an den Dachtraufe frei ab.

#### Das Querhaus
Das Querhaus besteht aus dem hoch aufragenden Vierungs- bzw. Glockenturm und den beiden Querhausarmen. Ursprünglich lagen die Traufen der Querhausarme auf gleicher Höhe und gingen ineinander über und waren mit Satteldächern in der gleichen Dachneigung überdeckt. Das gilt heute nur noch für den nördlichen Querhausarm. In dessen Giebelwand sind noch die ersten kleinen Fensteröffnungen erhalten; im südlichen Querhausarms dagegen wurden diese später gegen ein großes, spitzbogiges Fenster ausgetauscht. Die nachträgliche Aufstockung dieses Querhausarms im 14. Jahrhundert, zusammen mit der Anfügung von Pecherkern am Giebel (siehe Abschnitt Geschichte), hat man diesen Gebäudeabschnitt beträchtlich verunstaltet. Diese Aufstockung mit ihrem relativ steil geneigten Satteldach verdeckt heute noch einen Teil der Schallluken des Glockenturms.
Die Giebelwand des Querhausarms hatte, wie auch zwei der Umgangskapellen, Probleme mit der Standfestigkeit des Untergrundes. Zu deren Abwendung sind hier zwei deutlich „feingliedrigere“ Strebepfeiler angefügt worden, die sich wiederum auf senkrechten Pfeilern abstützen. Die Pfeiler werden zusätzlich beschwert mit „Fialen“- Verlängerungen.
Der quadratische Glockenturm, der im Grundriss dem der Vierung entspricht, überragt die Dachflächen, ausgenommen die des südlichen Querhausarms, um einen geschlossenen Sockel, mit darüber angeordneten zwei Geschossen, die untereinander durch Kraggesimse, die von Kragsteinen unterstützt werden, getrennt sind. Sie springen dort auch von Geschoss zu Geschoss jeweils geringfügig zurück, und ihre Geschosshöhe nimmt nach oben hin ab. Auf jeder Seite und in jedem Geschoss sind jeweils zwei Fensterpaare (Schallluken) ausgespart, mit schlanken Rundbogen- überdeckten Öffnungen, die sich wiederum in größeren Wandnischen befinden. Die Nischen werden eingefasst von zwei Archivoltenbögen auf drei Rundstützen, die mit skulptierten Kapitellen, Kämpfern und Basen ausgestattet sind. Die Bögen werden von schmalen, leicht auskragenden Profilen überfangen. Auch das Traufgesims wird von Kragsteinen unterstützt. Das Pyramidendach mit etwa 45 Grad Dachneigung ist, wie der südliche Querhausarm, mit rötlichen Steinplatten oder Schindeln eingedeckt.

#### Das Chorhaupt

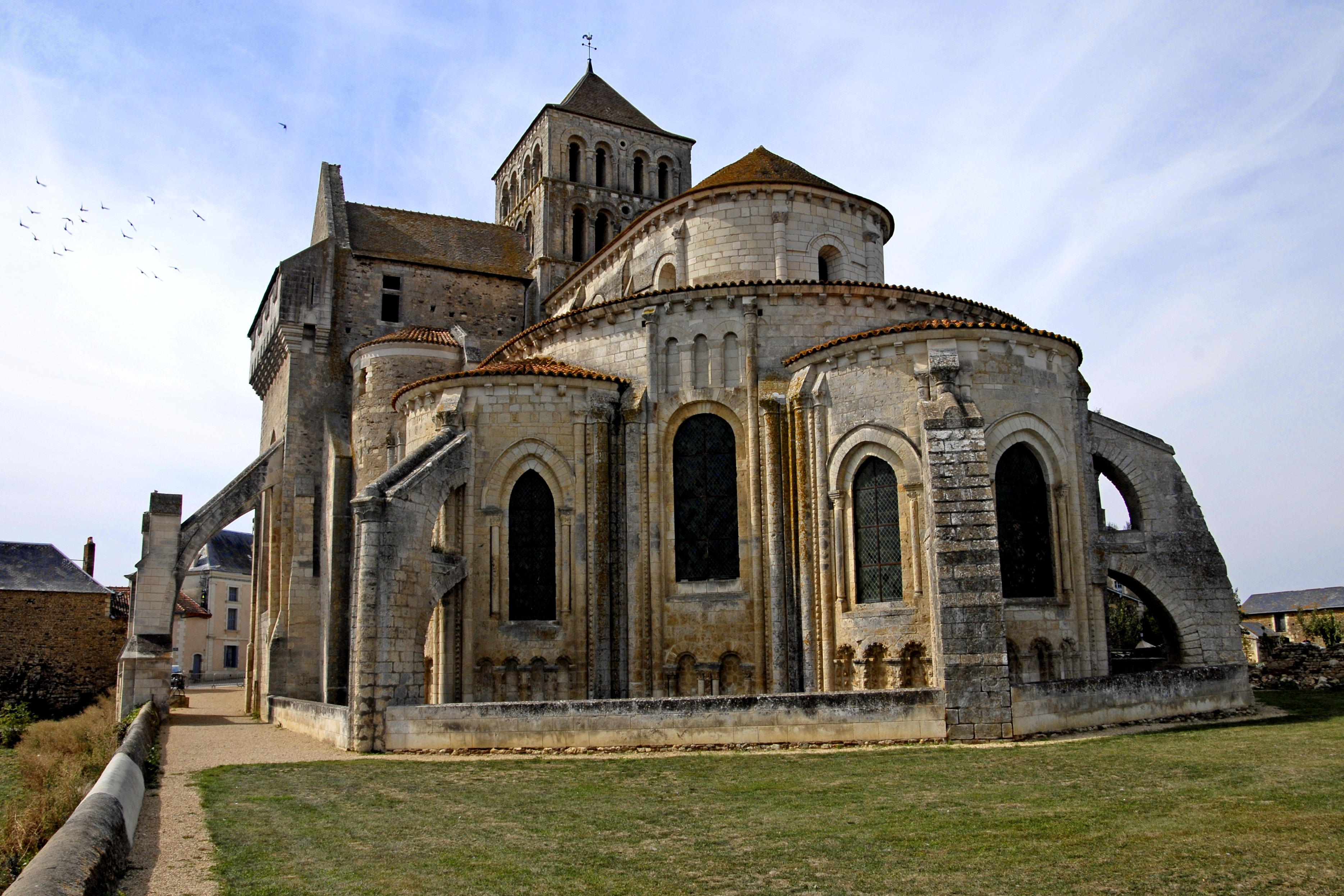
Chorhaupt, Querhaus und Vierungsturm

Auf der Ostseite des Querhauses schließen sich die Bauglieder des Chorhauptes an. Um den höchsten Teil dieser Baugruppe, dem eigentlichen Chor mit seiner runden Apsis, staffeln sich der Chorumgang und die drei Umgangskapellen, in der Höhe jeweils abnehmend. Das Chorhaupt wird von dem in der Neuzeit aufgetragenen Umgebungsniveau durch einen Graben getrennt, der von einer Brüstungsmauer begrenzt wird. Der Grund des Grabens entspricht dem ursprünglichen Niveau des nach Osten abfallenden Geländes. Die profilierten Basen der Wände und Pfeiler stehen dort frei auf einem Fundamentsockel.

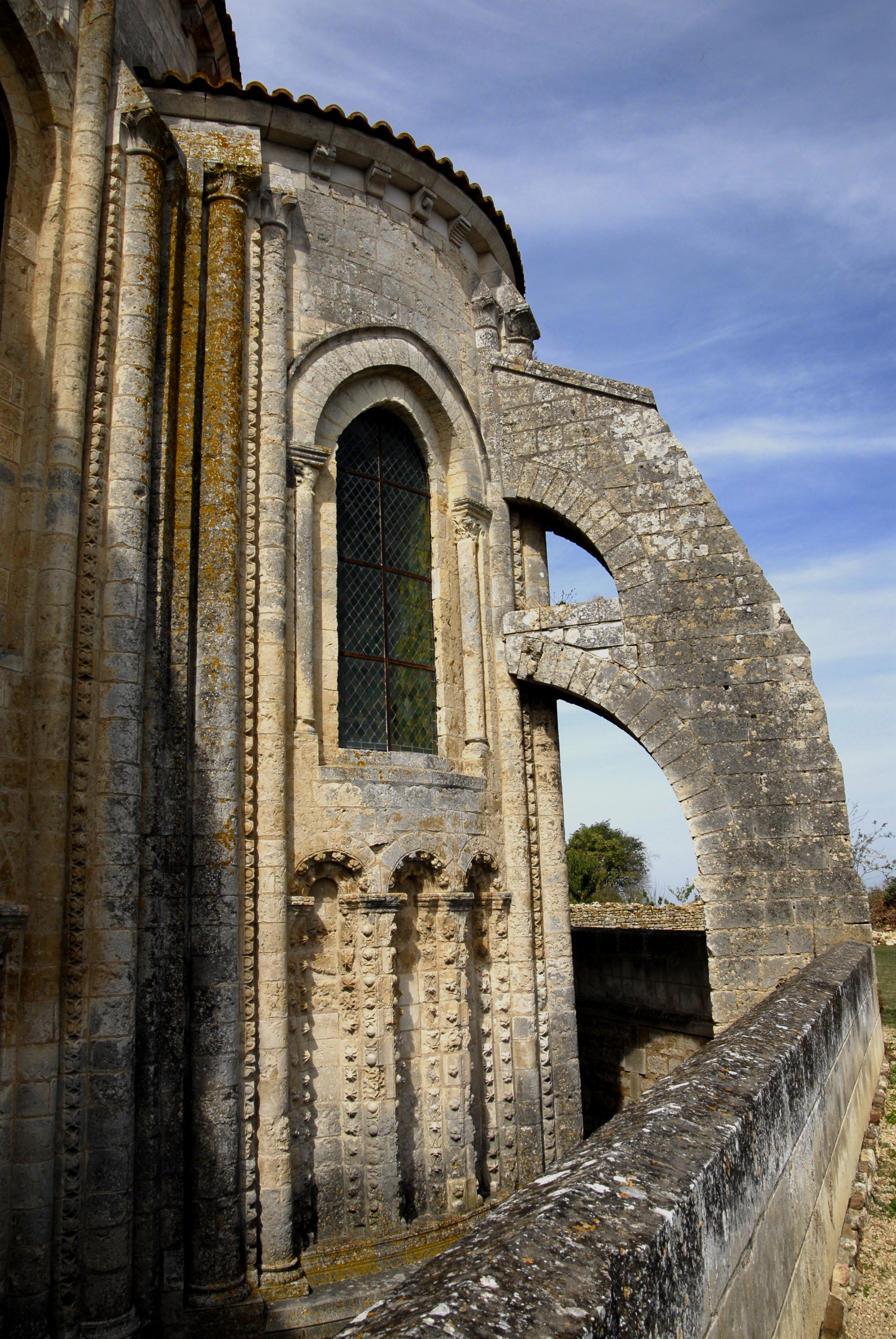
Umgangskapelle mit Strebepfeiler

Die größte Differenz der Staffelung der Baukörper ergibt sich am Chor mit seinen Obergadenfenstern. Die Wände werden an den Längsseiten mit rechtwinkligen Pfeilervorlagen verstärkt; auf der Rundung der Apsis übernehmen das halbrunde Dienste mit Kapitellen. Die Oberseiten der Pfeilervorlagen, wie auch die der Kapitelle sind nach oben abgeschrägt, und reichen fast bis unter die Traufe. Die glatten Keilsteine der Rundbogenfenster der Obergaden werden von einem einfachen Rundstabprofil überfangen, das in Höhe der Bogenansätze in die Waagerechte übergeht und bis zu den Pfeilern reicht. Das kräftige ausladende Traufprofil wird von skulptierten Kragprofilen unterstützt. Das Satteldach des Chors ist steiler geneigt als das des Langhauses. Es ist eingedeckt mit Steinplatten oder Schindeln wie der Turm.
Der Chorumgang umschließt den gesamten Chor in durchgehend einheitlicher Breite, im Bereich der Chorapsis halbkreisförmig. Das flach geneigte Pultdach schließt knapp unter den Obergadenfenstern am Chor an. Vom Umgang ist aus der näheren Umgebung sehr wenig zu sehen, weil er überwiegend durch die Umgangskapellen und vom Treppenturm verdeckt wird. Ihre flach geneigten Dächer, in Form von halben Kegeln, reichen mit ihren Firsten knapp unter die Traufe des Umgangs. Die Traufausbildung des Umgangs und der Kapellen entspricht derjenigen des Chores.
Die Wände der Kapellenapsiden und der verbleibenden Teilstücke des Umgangs, zwischen den Kapellen, sind jeweils zwischen oder neben den Fenstern mit im Querschnitt rechteckigen Pfeilervorlagen bestückt, die die Lasten der inneren Einwölbungen abtragen sollen. Ihre Kanten sind pflanzlich ornamentiert. Sie reichen knapp bis in die Höhe der Kapellentraufen und sind oberseitig abgeschrägt. Auf ihren Frontseiten werden sie noch verstärkt durch Dienste mit ¾-Kreis-Querschnitt. Unmittelbar daneben sind beidseitig, am Umgang nur einseitig, begleitend wesentlich schlankere ¾-Säulen gestellt, die mit ihren Kapitellen und deren Abschrägung knapp unter die Traufe des betreffenden Gebäudeteils stoßen.

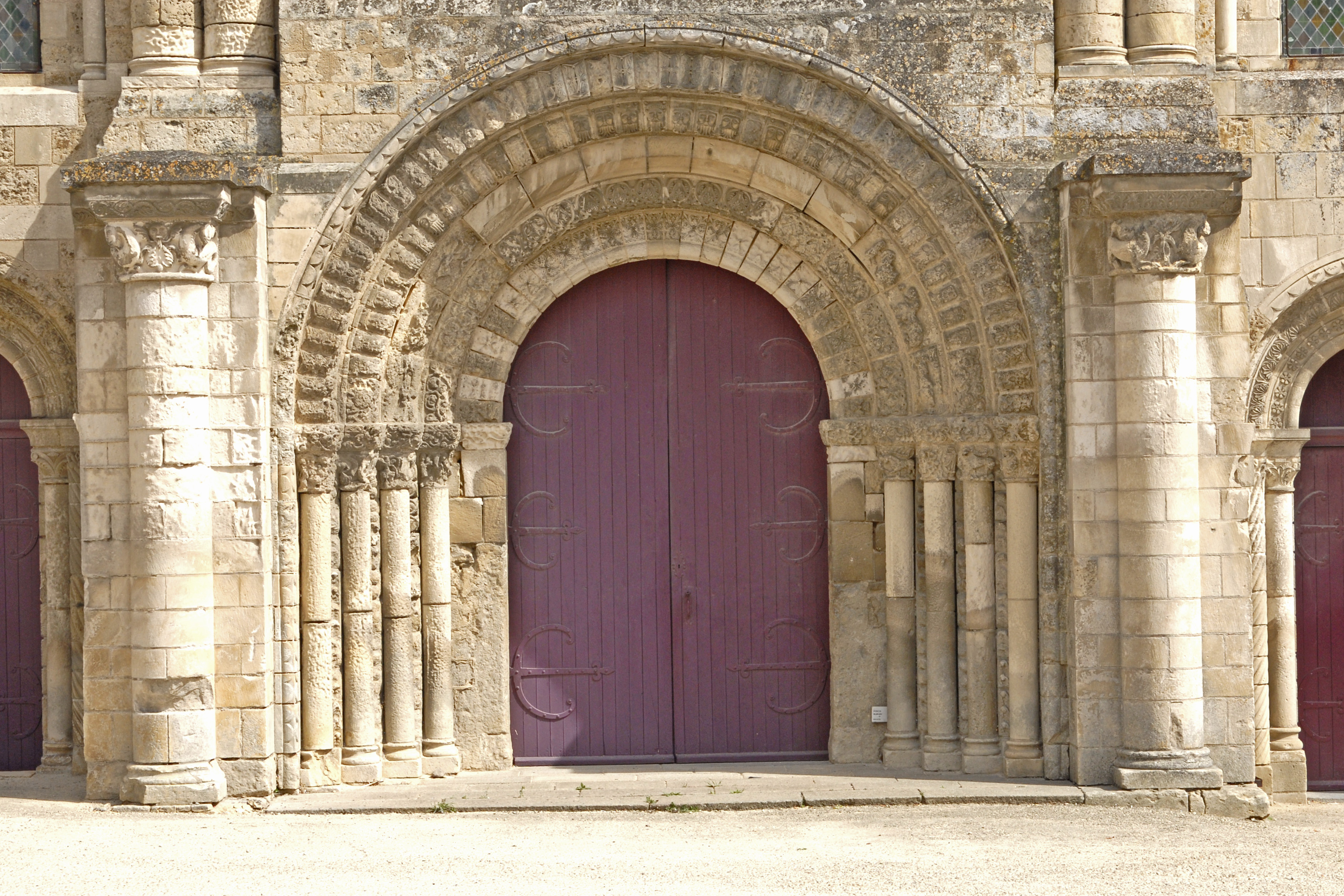
Archivolten-Hauptportal

Die rundbogigen Fenster in den Umgangswänden gehören zu den größten des Gebäudes. Sie werden durch einen umlaufenden Rückversatz optisch vergrößert. Das Feld über den Keilsteinen des Fensterbogens wird reliefartig mit drei flachen Blendarkaden geschmückt. Unter dem Fenster stehen auf dem Fundamentsockel zwei Blendarkaden mit Keilsteinrundbögen auf vier Rundsäulen, mit skulptierten Kapitellen, profilierten Kämpfern und Basen ausgestattet.
Die Fenster der Kapellen sind etwas kleiner und von angespitzten Rundbögen überdeckt. Die Fensteröffnungen stehen in einer sie umgebenden Nische mit einer Archivolte aus glatten Keilsteinen, auf schlanken Rundsäulen mit skulptierten Kapitellen, profilierten Kämpfern und Basen ausgestattet. Unter den Kapellenfenstern stehen auf dem Fundamentsockel drei Blendarkaden aus Keilsteinrundbögen, auf vier rechteckigen Pfeilern, mit Kämpfern und Basen. Die Kanten der Pfeiler und Bögen sind mit geometrischen Ornamenten verziert, die an gotische „Krabben“ erinnern. Die unterschiedlichen Gestaltungen der Fenster und der Blendarkaden beim Umgang und den Kapellen, deuten auf deren nachträgliche Anfügung an den Umgang hin.

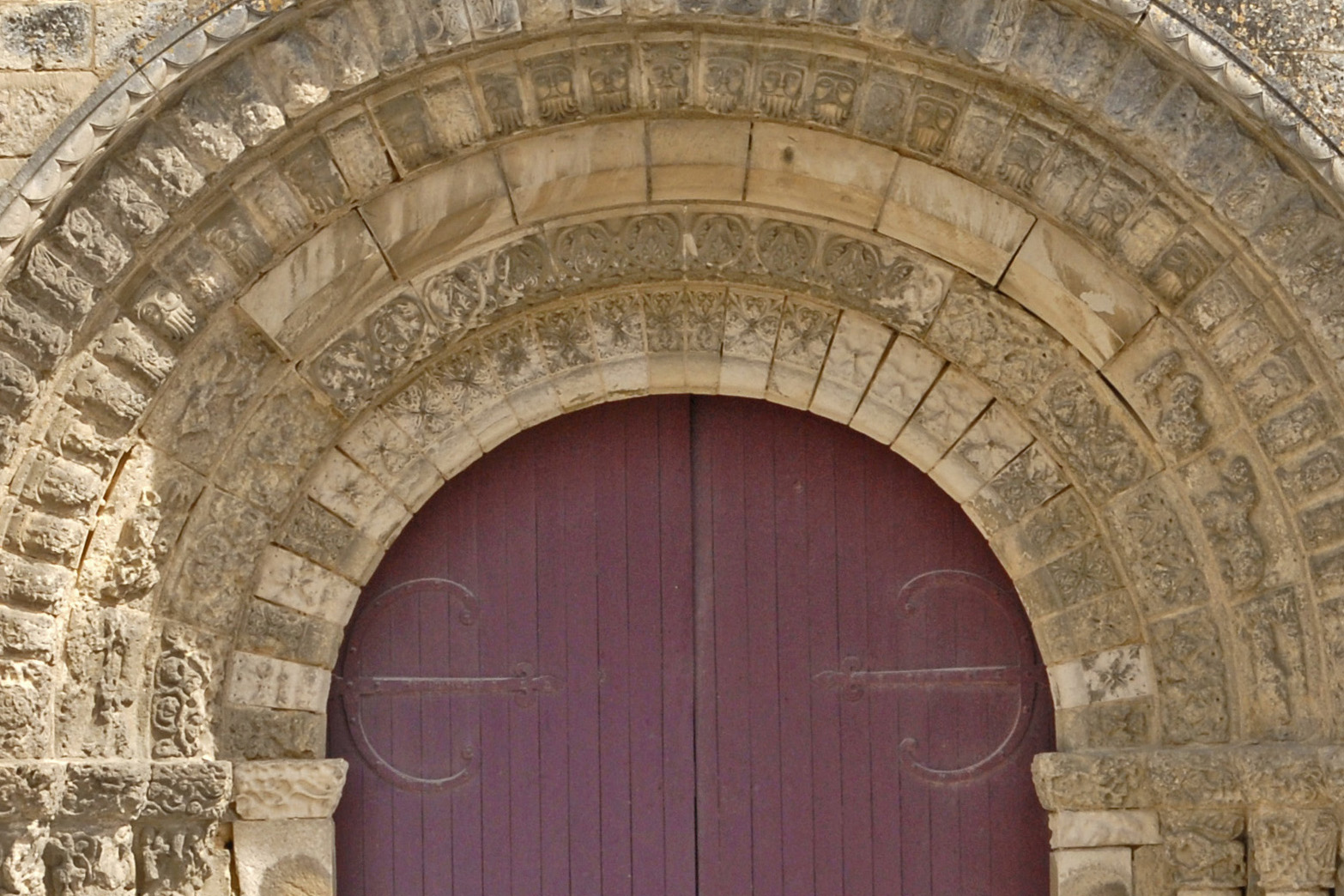
Archivoltenbögen des Hauptportals

Zwei der Umgangskapellen, die östliche und südöstliche, weisen drei nachträglich angefügte klobige Strebepfeiler auf, die das ganze Chorhaupt verunstalten. Genau wie bei der Giebelwand des südlichen Querhausarms hatten hier Absenkungen des Untergrundes zu Rissbildungen geführt, die einen Einsturz der betroffenen Bauwerksteile befürchten ließen. Die Strebepfeiler sind so dick wie die Pfeilervorlagen der Kapellenapsiden und deren begleitende Säulen zusammen. Sie stützen sich einmal am oberen Ende und noch einmal ein gutes Stück tiefer gegen die Pfeilervorlage ab. Von ihrer Seite aus gesehen verläuft die äußere Kontur des Strebepfeilers von seinem Fuß (jetzt unterirdisch) steil geneigt aufwärts in Richtung Bauwerk, und knickt dann gegen das obere Ende der Pfeilervorlage ab. Die beiden inneren Konturen sind ausgerundet. Die Schrägstellung des wuchtigen Strebewerks erzeugt einen beachtlichen Gegendruck auf die betroffenen Bauwerksteile. Die Oberseiten sind mit halbrunden Säulenstücken abgedeckt. Auf der Außenseite des südöstlichen Strebepfeilers ist eine halbrunde Säule mit skulptiertem Kapitell angebracht.

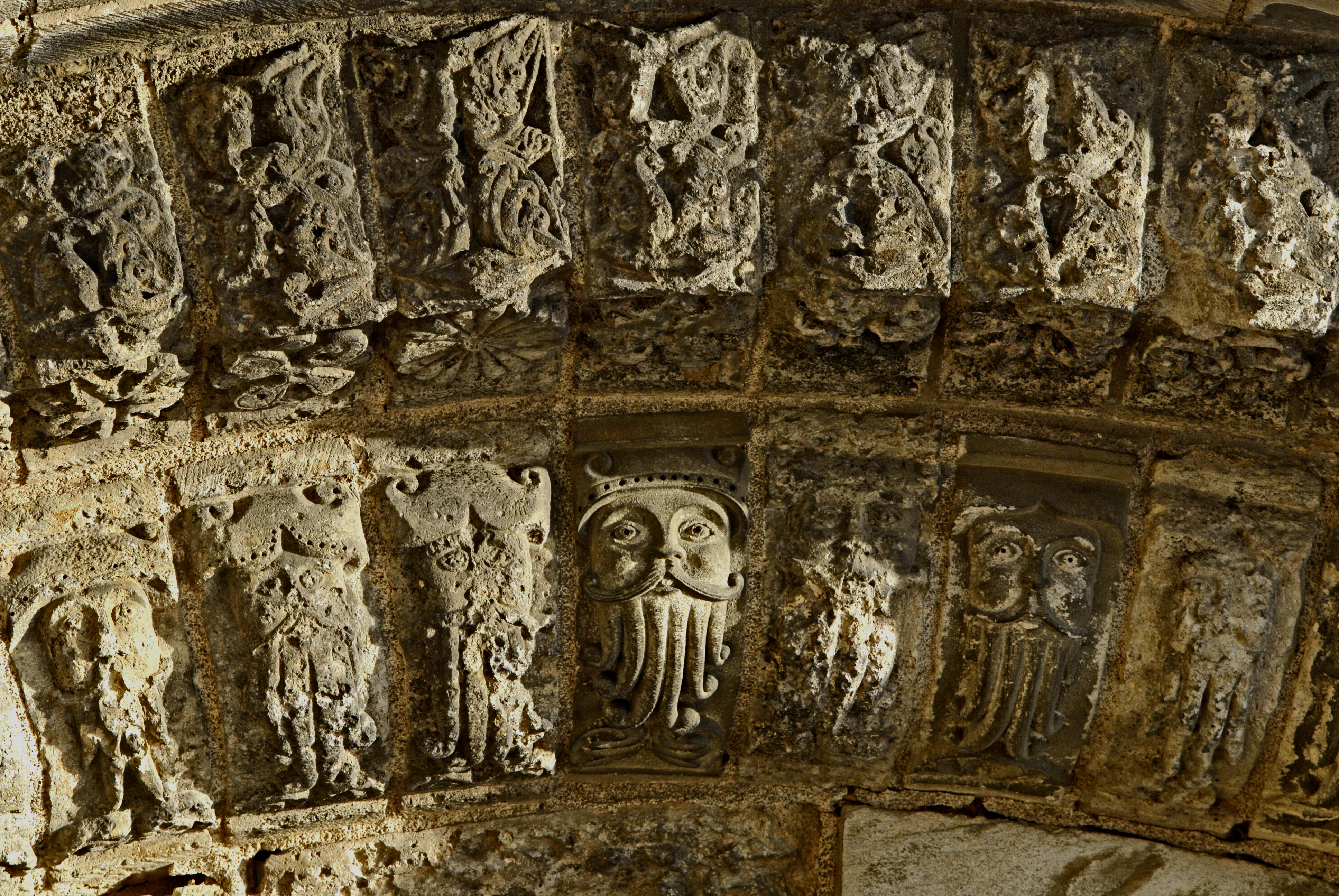
Detail 4. und 5. Archivoltenbogen

## Die Südgalerie des Kreuzgangs von 1476
Gegen die nördliche Außenwand des Schiffes lehnt sich die noch erhaltenen Südgalerie des ehemaligen Kreuzgangs in einer Länge von ungefähr 32 Meter, mit acht Kreuzrippengewölben. In der westseitigen Wand des nördlichen Querhausarms gibt es eine unmittelbare Verbindung zum ehemaligen Kreuzgang über eine mehrstufige Treppe.

## Die Fassade

### Gliederung

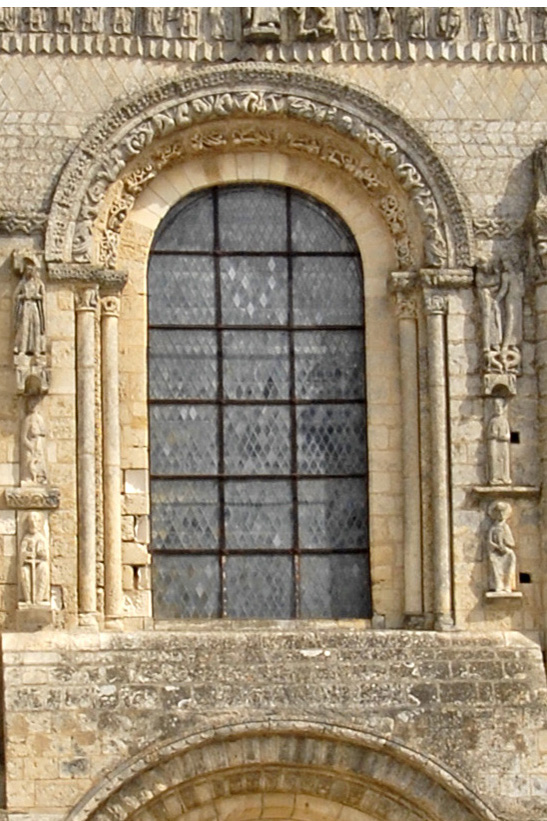
Zentrales Archivoltenfenster

Die monumentale Schauwand der Fassade entspricht dem Bestreben in der romanischen Baukunst des Poitou, sie bis zum letzten Winkel auszuschmücken. Die horizontale Gliederung erstreckt sich über zwei Geschosse und einen Giebel. Das Giebelfeld wird vom Obergeschoss durch ein skulptiertes Kragprofil abgetrennt, welches über die Kapitelle der paarweise ausgeführten Dienste und Säulenbündel hinweg durchläuft. Die vertikale Unterteilung erfolgt in drei Abschnitte, und zwar durch Säulen und Säulengruppen. Im Erdgeschoss übernehmen zwei „dicke“ Halbrundsäulen diese Funktion, im ersten Obergeschoss zwei Säulenpaare, mit zwei halbrunden Querschnitten Die seitliche Begrenzung der Fassade erfolgt durch ein Bündel von zwei und drei (plus zwei) Rundsäulen, die auf der rechten Fassadenecke um diese herumgeführt sind. Über deren skulptierten Kapitellen ragen zwei Türmchen auf, aus zwei Geschossen, die unteren auf der linken Seite mit schlanken Fensterschlitzen, auf der rechten mit Blendarkaden, die oberen mit offenen Arkaden, beide mit spitzen achtseitigen Turmhelmen gekrönt.
Im Zentrum des Erdgeschosses öffnet sich das fünfstufige Archivolten-Hauptportal mit halbkreisförmigen Bögen, das seine Archivolten-Stufen nach außen erstreckt, und deshalb eine abgeschrägte Überdachung erfordert. In früheren Zeiten gab es über dem Hauptportal ein richtiges Vordach (siehe altes Foto vom Ende des 19. Jahrhunderts). Die das Portal flankierenden Dienste stehen so weit vor der Fassadenoberfläche, dass hinter ihnen, in den dort entstandenen Seitenwänden, je ein Scheinportal angelegt wurde. Die ehemaligen rundbogigen Archivoltenscheinportale beidseitig des Hauptportals wurden später aufgebrochen und zu Türöffnungen umfunktioniert. Dem zentralen Portal entspricht im Obergeschoss ein großes dreistufiges Archivoltenfenster, mit halbkreisförmigen Bögen, die das Obergeschoss abschließende Band überragen. Den ursprünglichen Scheinportalen entsprachen darüber zwei größere Blindfenster im Obergeschoss, mit zweifach gestuften Archivolten. Auch sie wurden wie die Scheinportale geöffnet, und zu Fenstern umgestaltet. Die Archivoltenbögen stehen jeweils auf schlanken Rundsäulen, ausgerüstet mit skulptierten Kapitellen, Kämpferplatten und profilierten Basen. Die erste und innere Archivolte besteht aus glatten Steinen der Leibungseinfassungen.

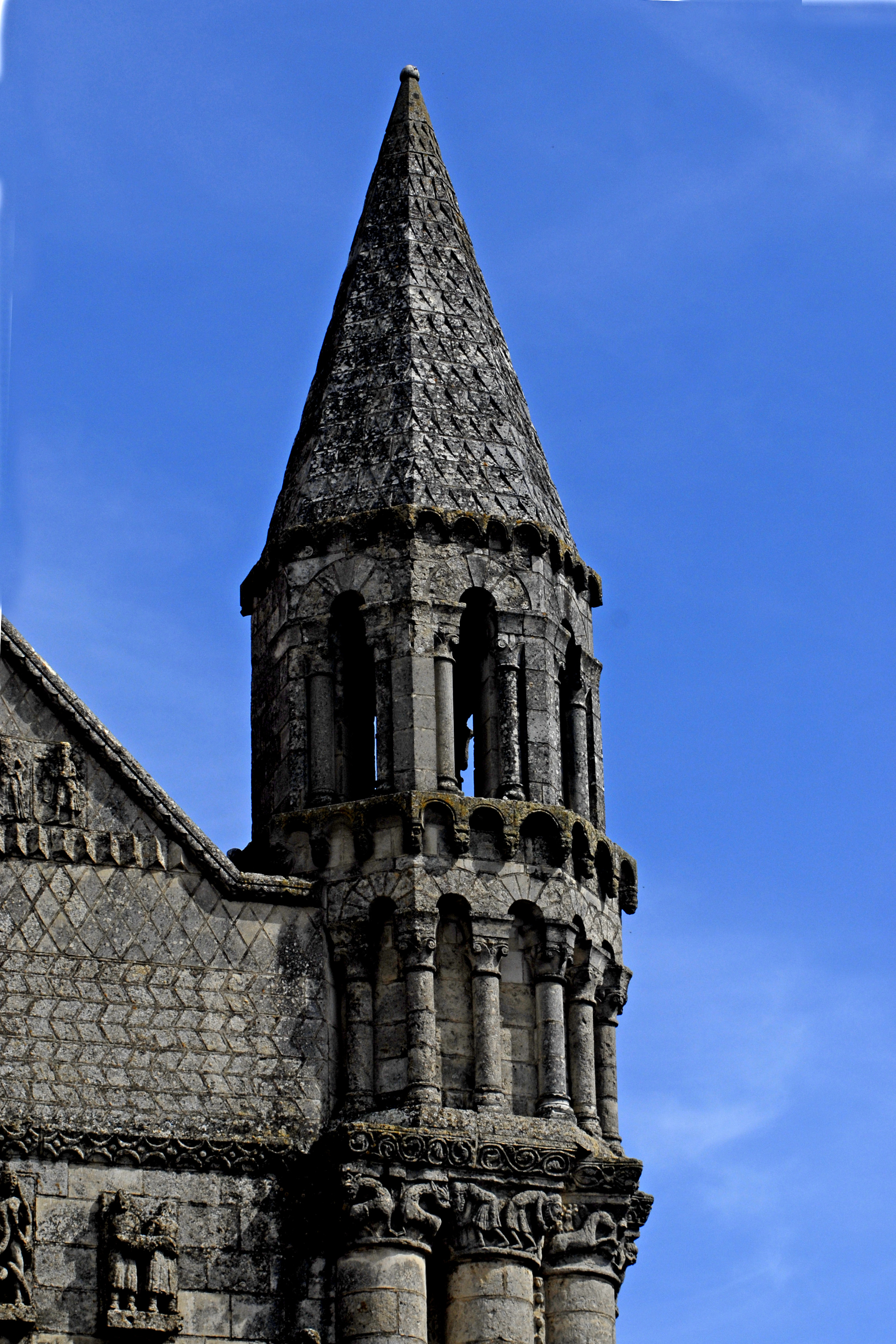
Südliches Fassadentürmchen

Die Ortgänge des Giebelfelds verlaufen deutlich steiler, als das anschließende Dach des Schiffs, und werden von einem schmalen skulptierten Gesims abgedeckt. Das Giebelfeld dient allein der „erzählenden“ figuralen Plastik.

### Ornamentik und figurale Plastik
Die figurale und pflanzliche Plastik an den Portalen sind stark verwittert, und man kann die Bedeutung ihrer Darstellungen kaum noch erahnen. Der erste und innere Archivoltenbogen aus Keilsteinen zeigt noch Reste pflanzlicher Ornamentik. Seine innere Kante ist leicht abgestuft. Der zweite Bogen ist ebenso pflanzlich ornamentiert, besteht aber aus längeren in Längsrichtung „gebogenen“ Steinen. Die ehemals figürlichen Darstellungen auf dem dritten Bogen sind überwiegend entstellt. An den Bogenenden gibt es aber noch Reste tangential angeordneter Motive von Tieren und Personen. Der vierte Archivoltenbogen zeigt in radialer Anordnung auf den Keilsteinen Porträts von Männern, mit unterschiedlichen Vollbartfrisuren. Der fünfte Archivoltenbogen besteht wieder aus Keilsteinen mit kaum zu identifizierender Skulptur. In der Bogenmitte scheinen geometrische Ornamente vorzuherrschen, unten rechts kann man andeutungsweise Gesichter erkennen, und auf der Gegenseite vielleicht figürliche oder pflanzliche Darstellungen. Auf den Innenseiten der Keilsteine sind Blumenrosetten zu finden. Dieser letzte Bogen wird von einem leicht auskragenden, profilierten Band umschlossen, das mit einfachen Rundungen verziert ist. Die Archivoltenbögen der ehemaligen Scheinportale weisen pflanzliche Ornamentik auf. Alle Portalkapitelle sind figürlich ornamentiert; leider sind auch diese Skulpturen stark verwittert.

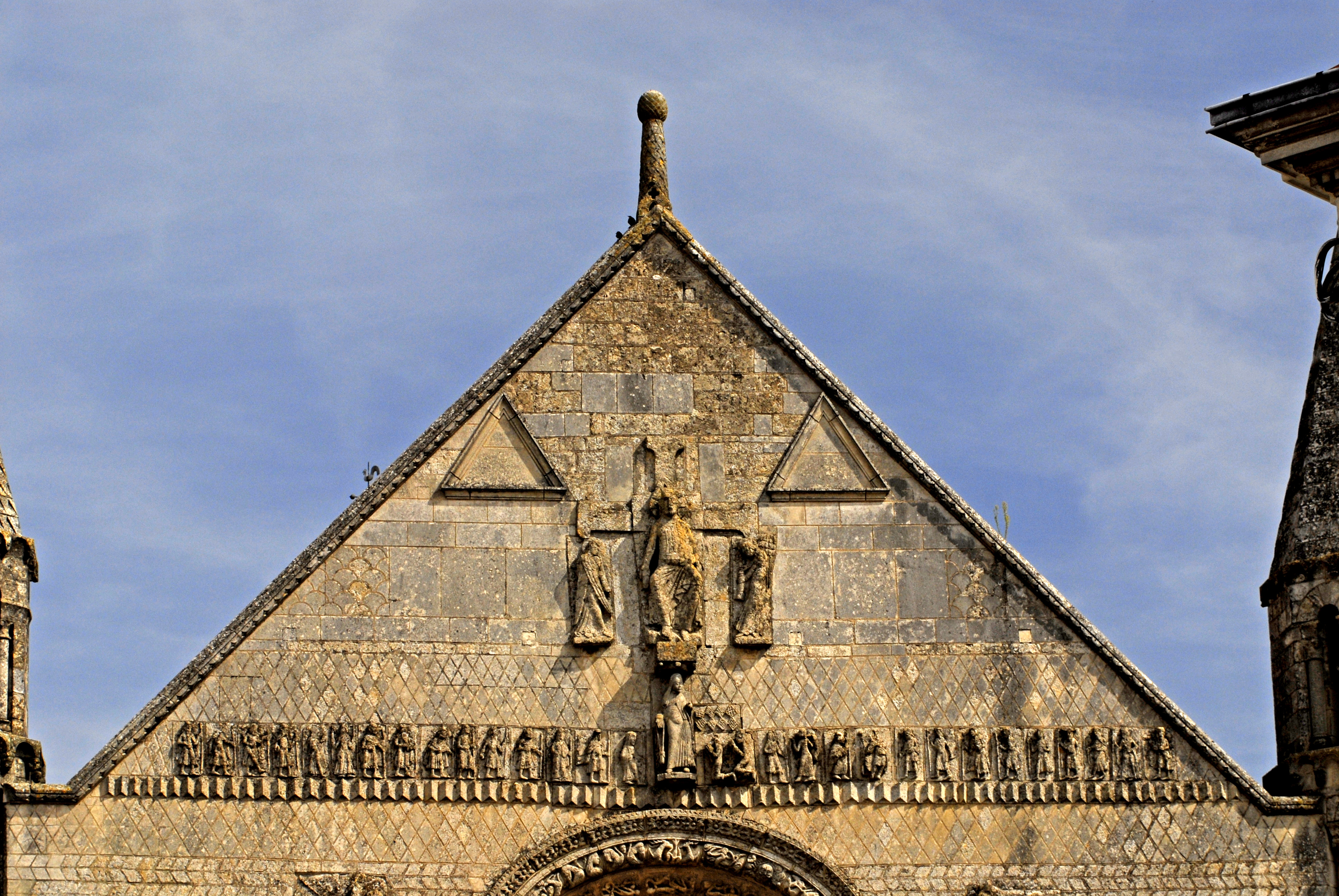
Fassade, Giebelfeld

Der zweite Archivoltenbogen des mittleren Fensters, über den glatten Keilsteinen, zeigt überwiegend wogendes pflanzliches Rankenwerk, in dem sich Menschenleiber winden. Man erkennt aber auch Köpfe von Monstern. Der Motive des dritten Bogens sind alle unterschiedlich, die Tiere und Personen stehen sich meistens paarweise gegenüber. Ein Stein zeigt zwei große Vögel mit bärtigen Menschenköpfen, die von einer dazwischen stehenden Person an den Hälsen gepackt werden, ein anderer präsentiert zwei aufsteigende Hirsche, die von den Trauben in einem dazwischenliegenden Weinstock fressen. An anderer Stelle windet sich eine entblößte Person in pflanzlichem Rankenwerk, das vermutlich auch Weintrauben trägt. In zwei Szenen stehen je zwei Pferdekörper dem Betrachter frontal gegenüber, die Köpfe zur Seite gewandt, und noch etliche andere.

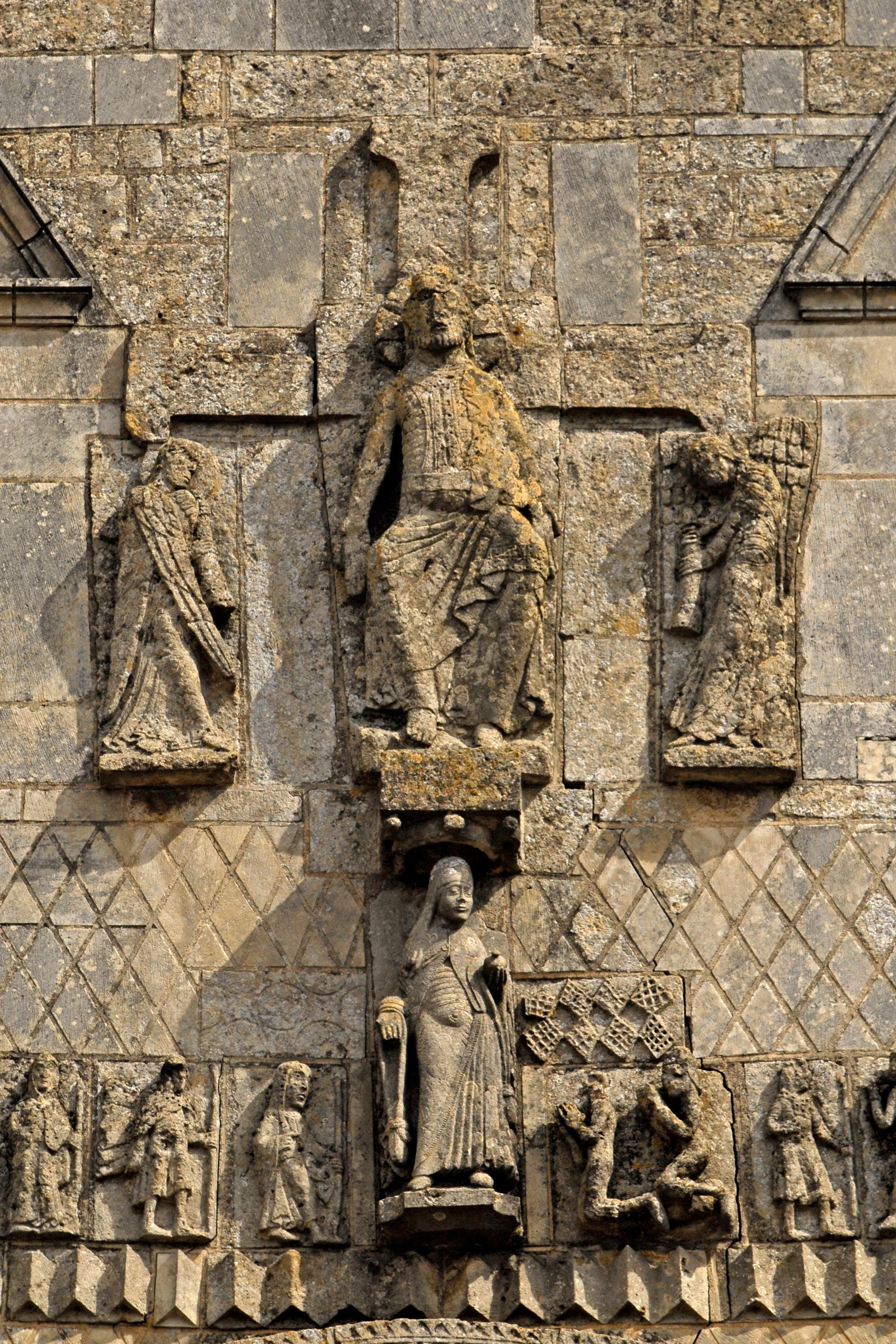
Erscheinung Christi am Jüngsten Tag

Die Archivoltenbögen des seitlichen Fensters links der Mitte sind pflanzlich ornamentiert. Auf denen des Fensters rechts der Mitte sind die Skulpturen figürlicher und tierischer Art. Die Bögen aller drei Fenster werden von je einem breiten Band mit pflanzlicher Skulptur umfangen.
Die Fassade- teilenden halbrunden Dienste im Erdgeschoss sind mit figürlich skulptierten Kapitellen und profilierten Kämpfern und Basen ausgestattet. Ihre Kämpferplatten tragen aber keine Auflasten, da ihre Säulen deutlich vor der Fassade stehen. Sie haben aber vermutlich das ehemalige weit ausladende Vordach getragen.
Die Kapitelle auf den darüber angeordneten Säulenpaaren, sind wie die Kapitelle der Säulenbündeln auf den Fassadenecken üppig figürlich skulptiert, und liegen ihnen auf gleicher Höhe gegenüber. Die Kapitelle auf den Diensten bieten folgende Darstellungen (von links nach rechts): 1. pflanzliche Skulptur, 2. Oberkörper zweier Menschen, die ihre Hände zu pflanzlichen Ranken erheben, 3. pflanzliche Ornamentik, 4. wie vor, 5. zwei hundeähnliche Monstren, auf einem reitet eine entblößte, bedeutend kleinere Person, und hält das andere Untier an einer Leine mit Halsband fest, 6. zwei vierbeinige Monstren bäumen sich auf; ihre Hälse sind untereinander gefesselt, ihre Köpfe hängen nach unten; ihre Körper werden von Leinen umschlungen, 7. zwei monströse Tiere mit katzenartigen Köpfen, 8. zwei Menschen in gebückter Haltung, mit ihren bärtigen Gesichtern zum Betrachter gewandt, 9. zwei Pferde, eins davon beritten, springen aufeinander zu, 10. große Menschen- und Monsterköpfe, 11. galoppierendes Pferd, auf dem ein Mensch reitet, der dabei fast auf dem Rücken liegt, 12. vierbeiniges Monster (Löwe?) 13. zwei aufsteigende vierbeinige Monster (Löwe und Pferd?).

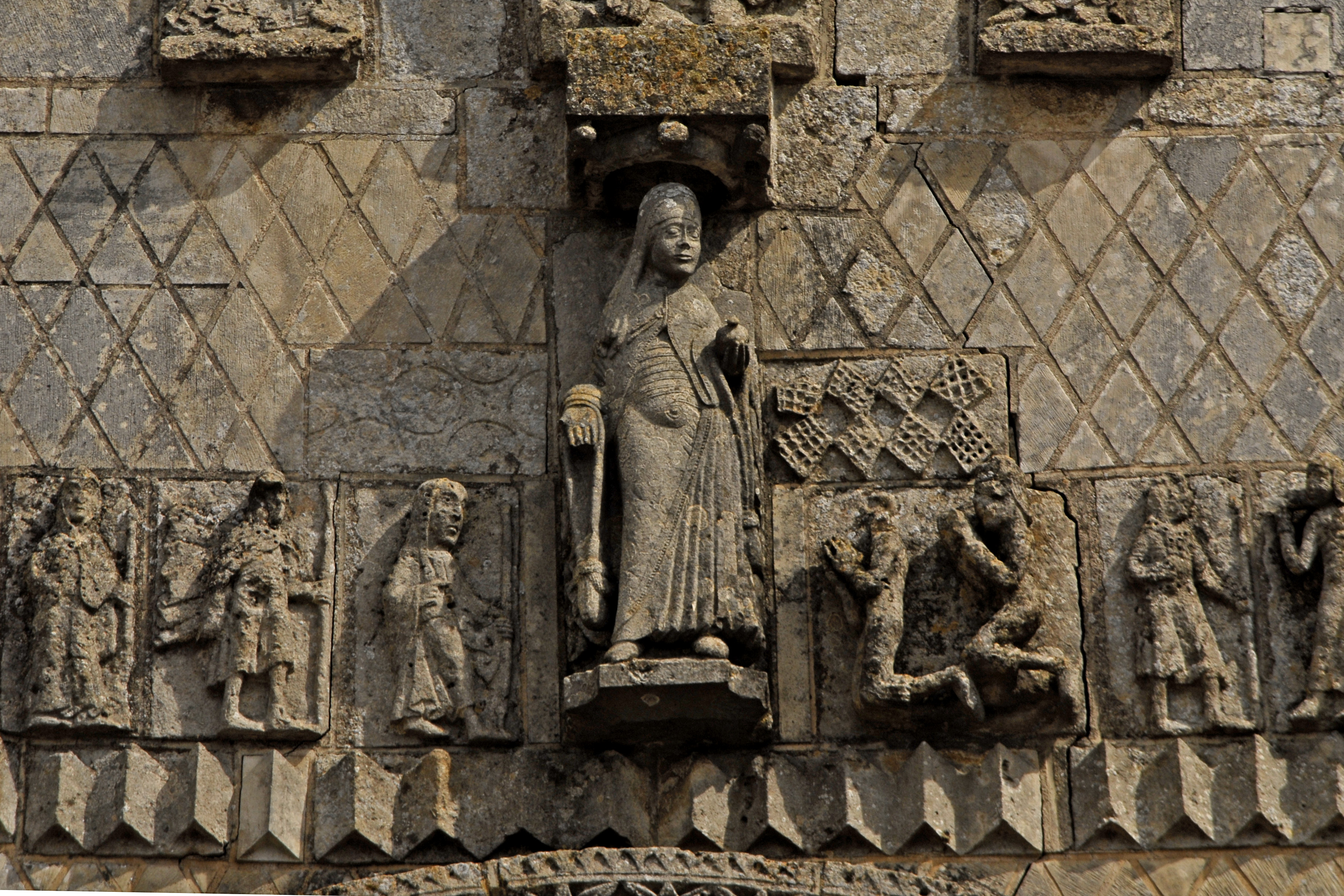
Die Muttergottes empfängt die Auferstandenen

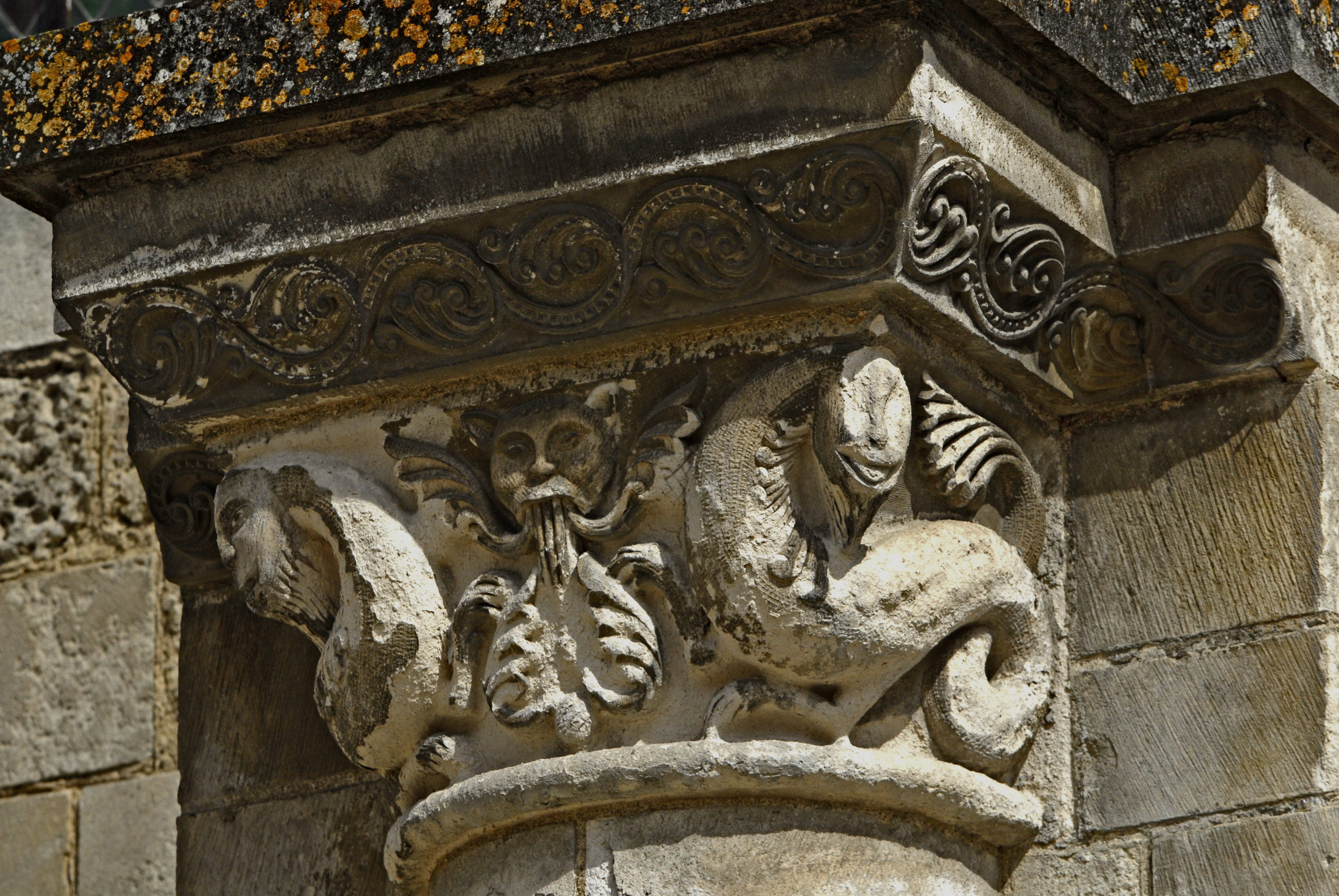
Fassadenkapitell, links neben dem Hauptportal
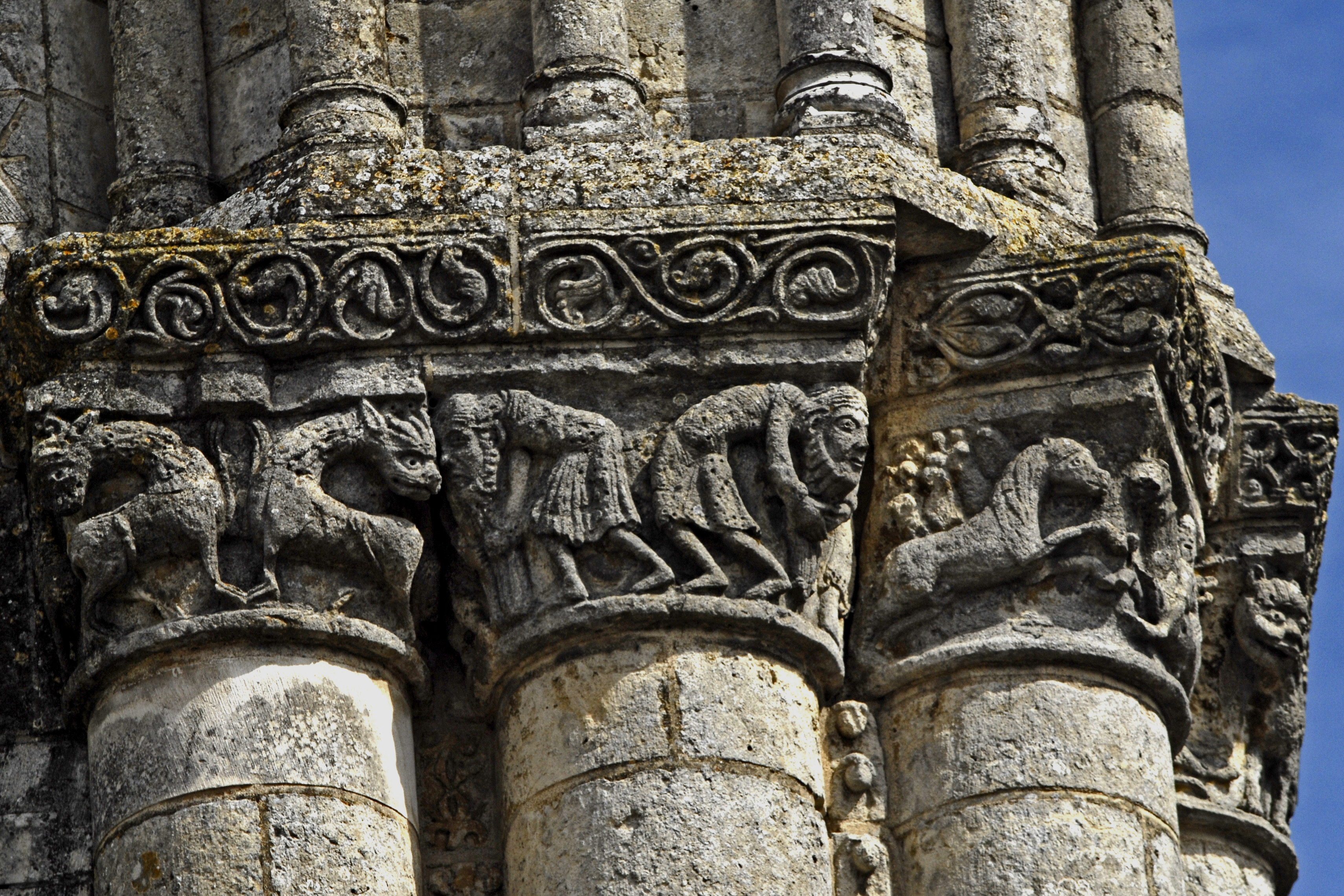
Fassadenkapitelle, unter südlichem Fassadetürmchen
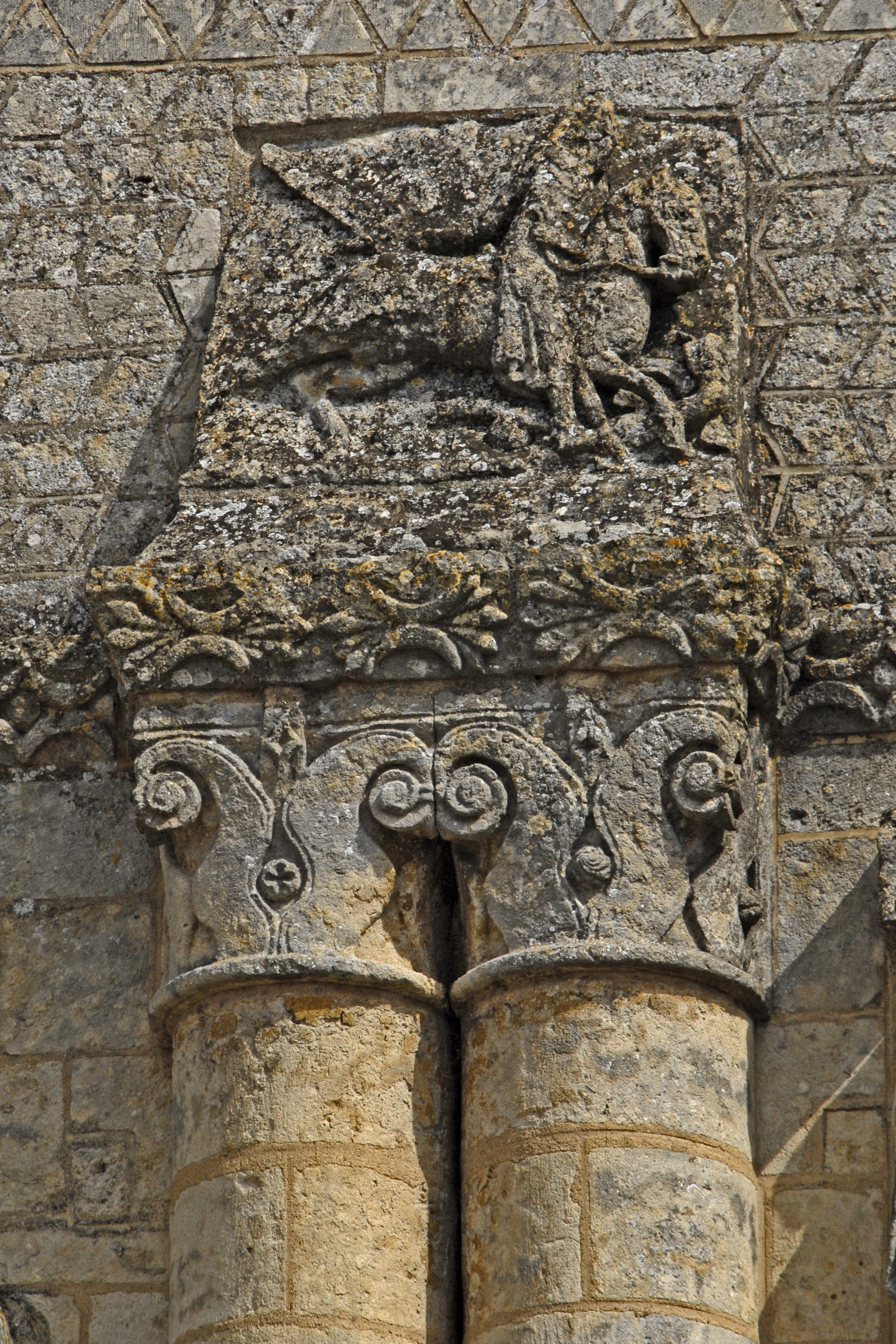
Fassadenkapitelle u. Relief, links vom Mittelfenster
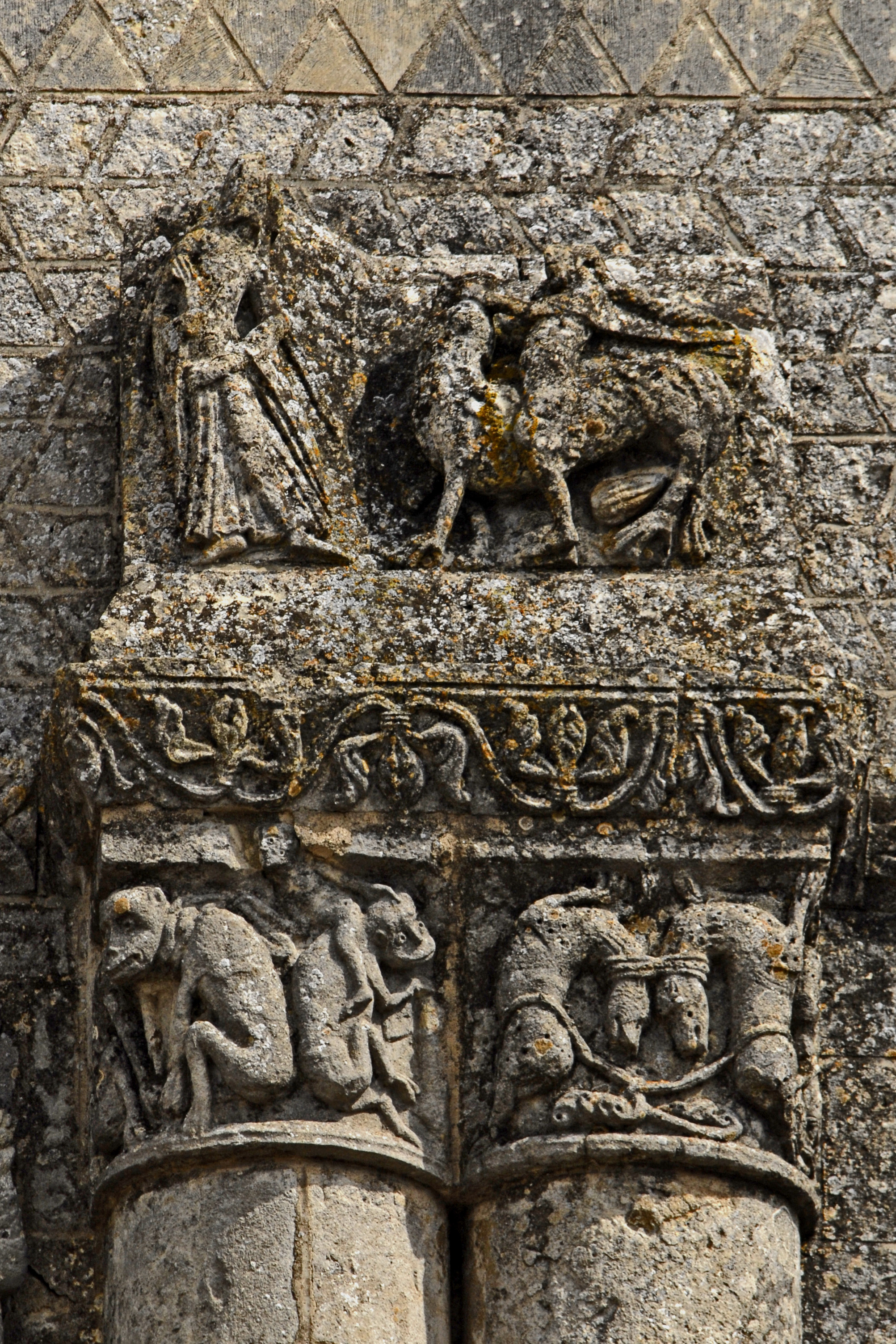
Fassadenkapitelle u. Relief, rechts vom Mittelfenster

Über den Kapitellen der paarweise ausgeführten Dienste seitlich des Mittelfensters sind zwei Reliefs angeordnet. Das linke wird gedeutet als „Kaiser Konstantin, in eiligem Galopp“ und das rechte als „Samson mit dem Löwen“. Letzter reitet mit fliegendem Gewand auf dem Löwen(?), einer zweiten, hoch aufgerichteten Person entgegen, mit weitem bodenlangen Gewand bekleidet. Beide Darstellungen sind Symbole für den Sieg Christi und gehören in der Portalplastik des Poitou zu den beliebtesten Themen.

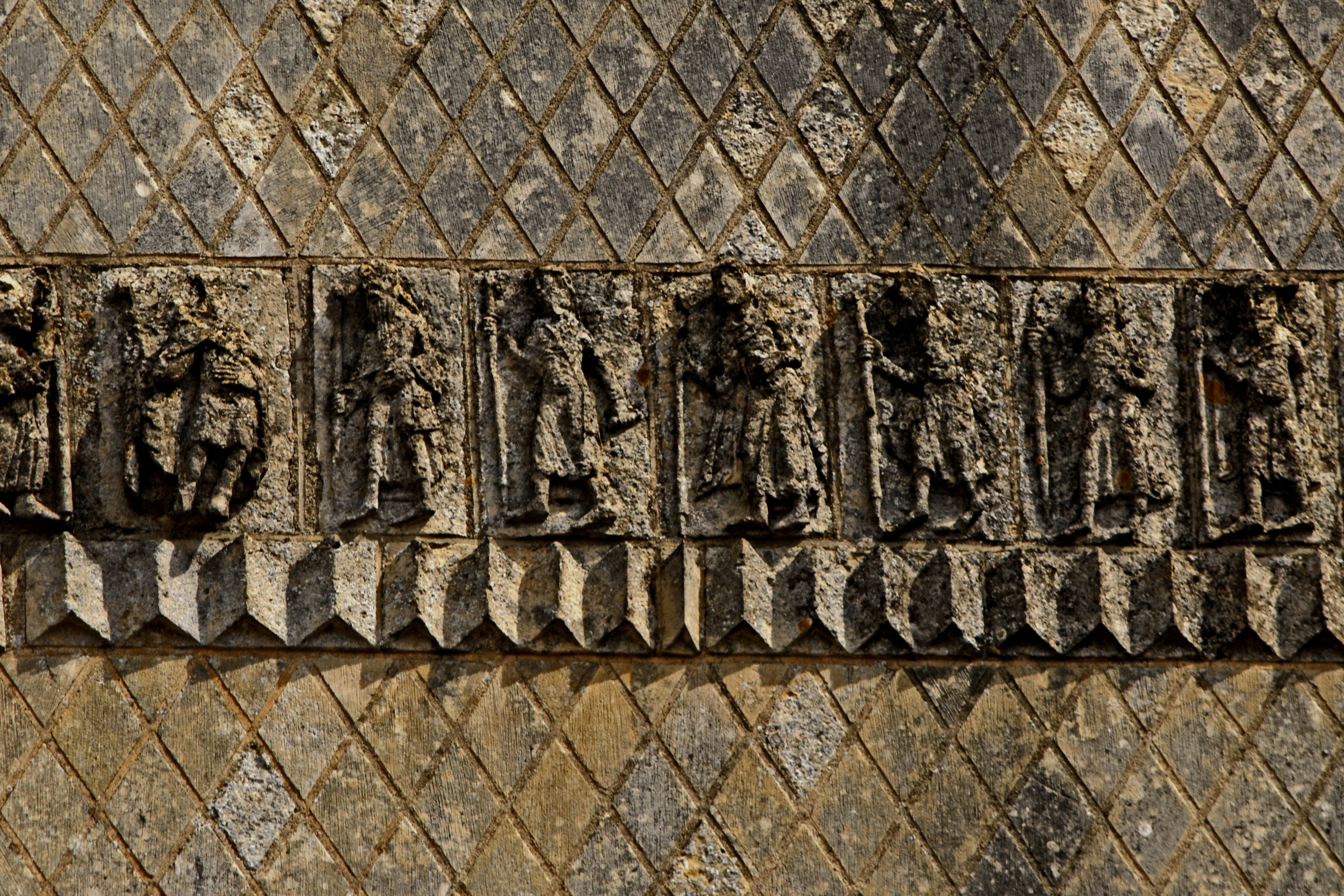
Auferstandene, rechts der Mitte

Beidseitig des Mittelfensters stehen übereinander die Reliefs von je drei Heiligen auf Konsolen: links unten: der Patron der Abtei, der heilige Jovinus, mit Schwert und Buch; links Mitte: der heilige Johannes, mit einem Vogel, und mit einem Buch; links oben: eine weibliche Person. Rechts unten erkennt man den heiligen Petrus mit den Schlüsseln; rechts Mitte: der heilige Paulus, mit der heiligen Schrift; rechts oben: die Verkündigung Mariens, Maria lässt vor Schreck den Spinnrocken fallen, beide Personen stehen auf tierischen Monstern (Laster), eine seltene Ikonografie aus dem syrischen Bilderkreis. Die Skulpturen von Jovinus, Johannes und Paulus sind Neuschöpfungen aus dem 19. Jahrhundert. Alle anderen Figuren der Fassade sind Originale des 12. Jahrhunderts.

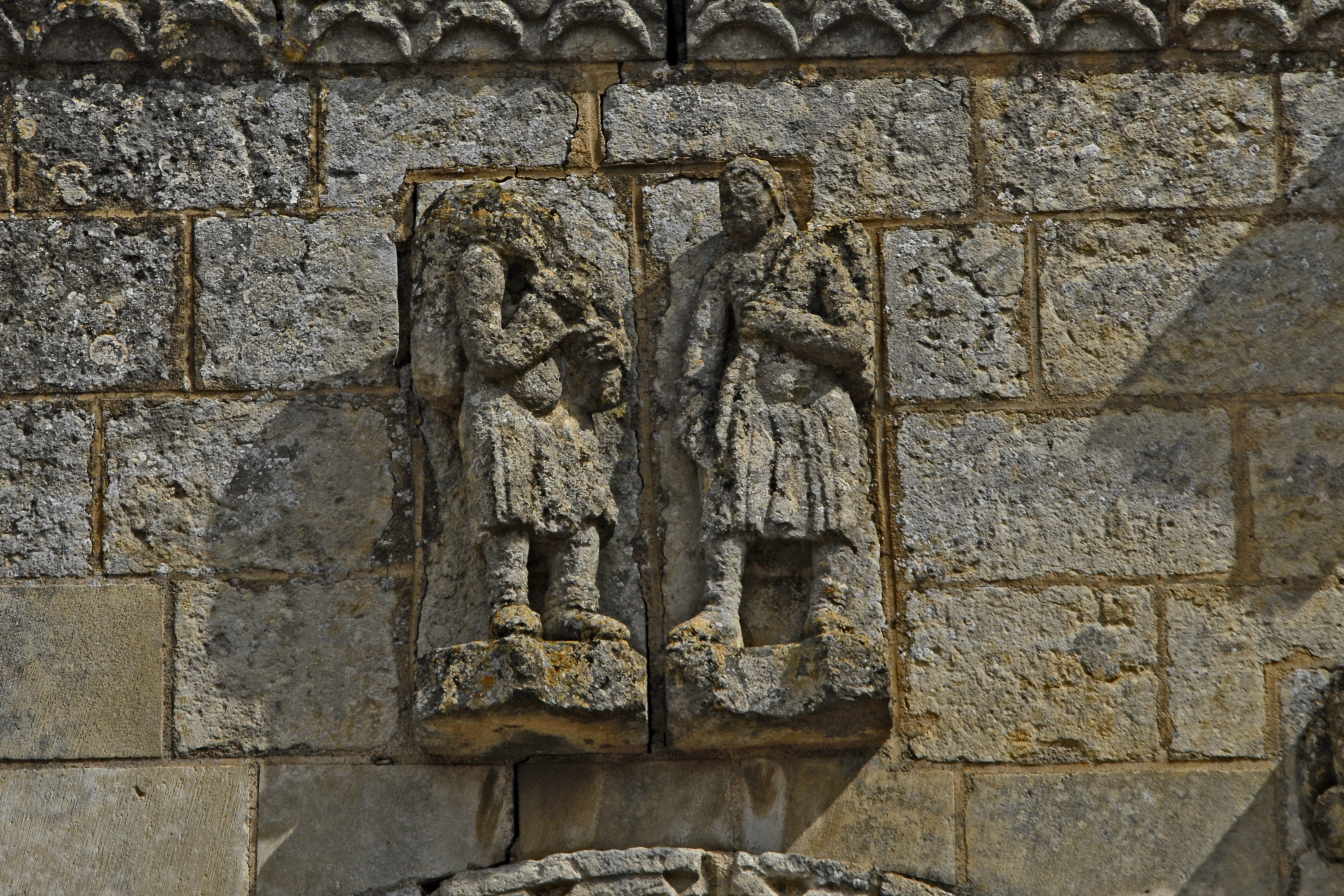
Relief über linkem Fenster

Über dem ehemaligen Blindfenster links der Mitte stehen auf Kragkonsolen zwei männliche Personen in knielangen Röcken, von denen die linke ein Blasinstrument (Schalmei?) spielt, die rechte trägt locker einen Riemen über der Schulter. Links von ihnen ragt der Oberkörper eines mit einem Buch ausgestatteten Engels aus der Wand.
Über dem Fenster auf der Gegenseite gibt es ebenfalls zwei Kragkonsolen. Auf der linken Konsole steht eine unbekleidete weibliche Person, in deren Busen sich zwei Schlangen verbissen haben; auf der rechten Konsole stehen zwei Personen und tragen gemeinsam, knapp über ihrer Hüfthöhe, einen Tierkörper, dessen Kopf auf der linken Seite erkennbar ist. Die Femme au serpents wird als eines der wenigen Beispiele in der romanischen Bauplastik zitiert, die als erotisch anzusprechen wären.
Die Gestaltung des Giebelfelds beginnt unmittelbar über den Bögen des zentralen Archivoltenfensters. Dort verläuft über die ganze Giebelbreite zunächst ein Gesimsband aus aneinander gereihten, senkrecht gestellte Dachkantprismen. Fast genauso lang ist der darauf stehende Fries aus kleinen Figuren. Fast alle sind mit Wanderstab und Mantel als Pilger gekennzeichnet, die der Mitte zustreben, die vordersten beten kniend. Im Zentrum des Giebeldreiecks thront Christus, mit Kreuznimbus und mit nach unten, leicht seitwärts gehaltenen Armen, mit zum Betrachter gewandten Innenhandflächen. Der Thron besitzt eine Rückenlehne aus einem gewaltigen Kreuz. Er steht auf einem weit ausladenden Sockel. Unmittelbar unter den Enden der Kreuzarme wird Christus von zwei Engeln mit Posaunen flankiert.

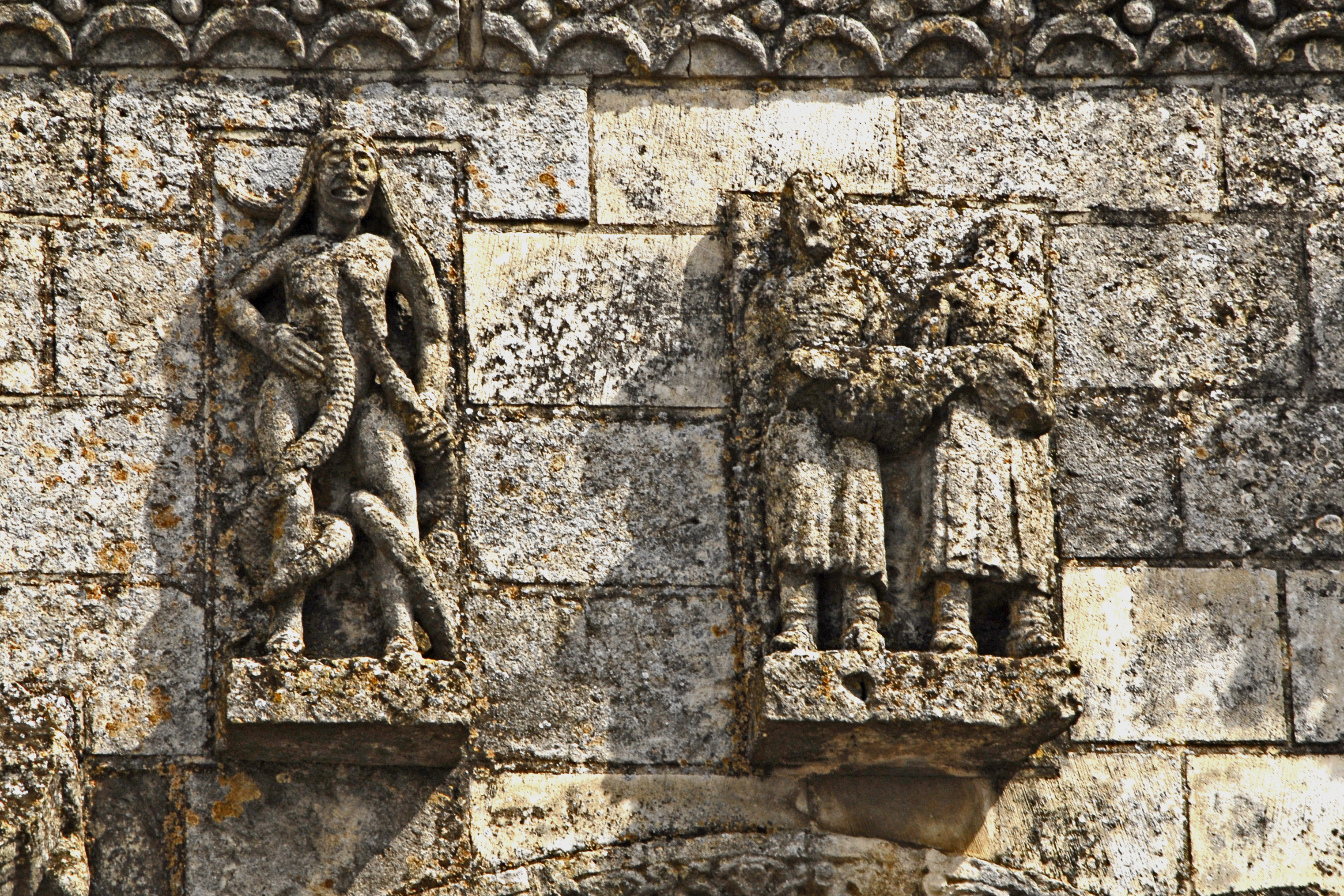
Relief über rechtem Fenster, links Frau mit Schlangen (Nattern) am Busen

Unterhalb des vorgenannten Sockels, der gleichzeitig ein Schutzdach bildet, steht eine kostbar gekleidete Muttergottes, inmitten des Frieses der Pilger. Die weit geschnittenen Ärmel ihres Gewandes hängen bis zum Saum des langen Kleides hinunter. Ihre Statue ist etwa halb so groß wie diejenige von Christus, und doppelt so groß wie die der Pilger. Sie umfasst mit ihrer linken, leicht aufwärts gerichteten, Hand eine Kugel mit einem Knauf auf ihrer Oberseite, ein Symbol für die Welt. Ihr rechter Arm ist nach vorne gerichtet und nur leicht gesenkt, und ihre geöffneten Handinnenfläche weist nach vorne zu den Ankommenden hin. Auf beiden Seiten der Christusdarstellung noch in Höhe des großen Kreuzes ist jeweils ein gleichseitiges Dreieck angeordnet, die untere Seite verläuft exakt waagerecht. Die Dreiecke werden durch mehrfach profilierte Leisten gebildet. Der „Hintergrund“ der Fassadenoberfläche des Giebelfeldes ist vom unteren, das Obergeschoss abschließende Band, bis etwa zu seiner halben Höhe mit eingravierten Strukturen in Form von Rauten verziert. Im oberen Bereich sind es stehende Rauten (Karos) und im unteren, auf einer Seite liegende Rauten.
Es gibt gelegentlich Deutungen der bildlichen Darstellungen dieses Giebelfeldes als das Jüngste Gericht. Dazu fehlen hier aber etliche Details, die sonst ein Weltgericht auf Fassaden der romanischen Baukunst stets begleiten: Betrachtet man die Christi flankierenden Engel, erkennt man, dass sie die Instrumente abgesetzt, und die Posaunenstöße gerade beendet haben. Mit dieser Szenerie ist nicht das Gericht selbst, sondern offensichtlich der Augenblick der zweiten Erscheinung des Messias, der Parusie, am Jüngsten Tag dargestellt. Die Personen des Frieses symbolisieren die Auferstandenen, die der Muttergottes entgegenpilgern. Sie hat die Rolle als Vermittlerin übernommen, zwischen den Auferstandenen oder dem Irdischen und dem Weltenherrscher oder Pantokrator

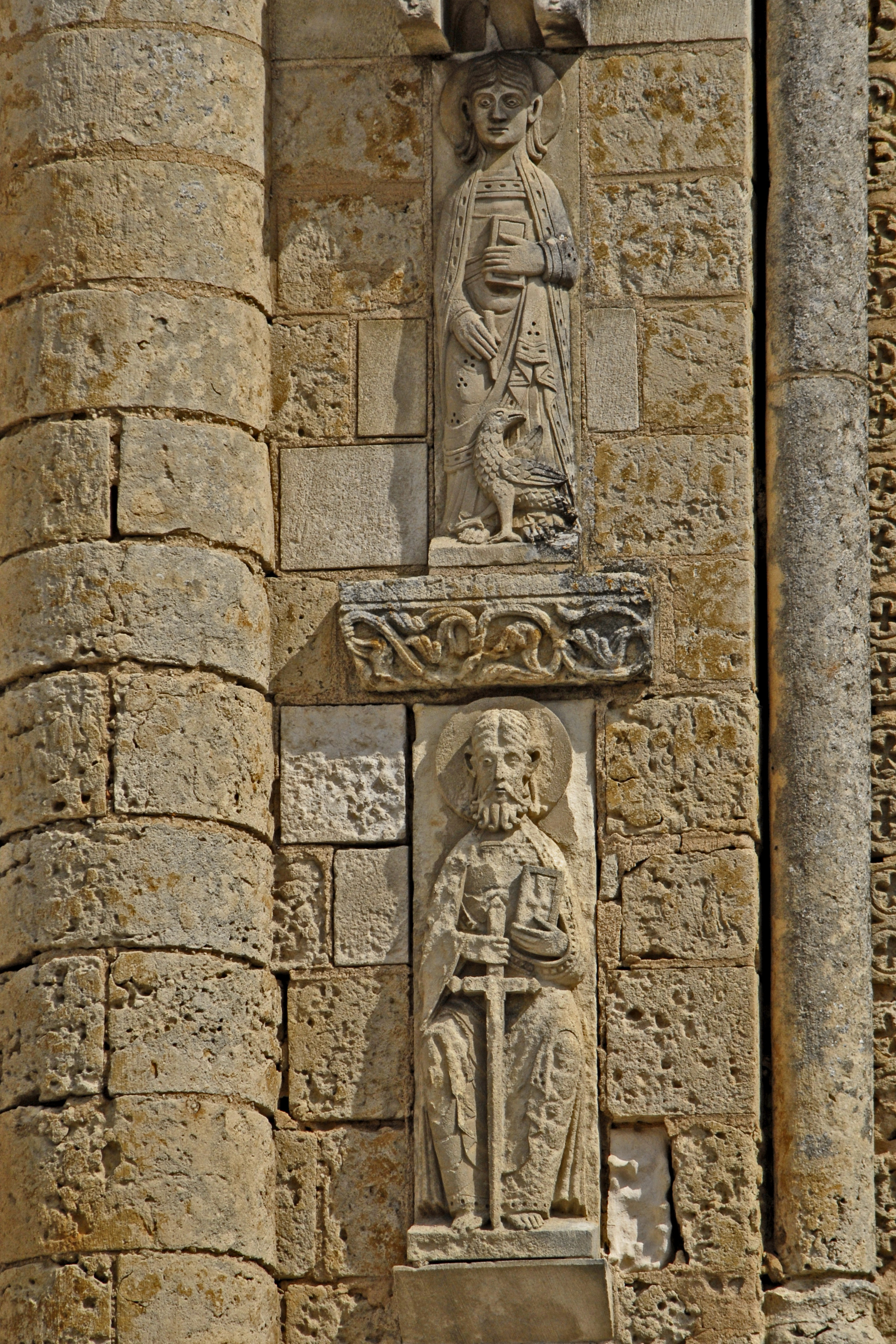
Links vom Mittelfenster, unten St.- Jouin, oben Apostel Johannes

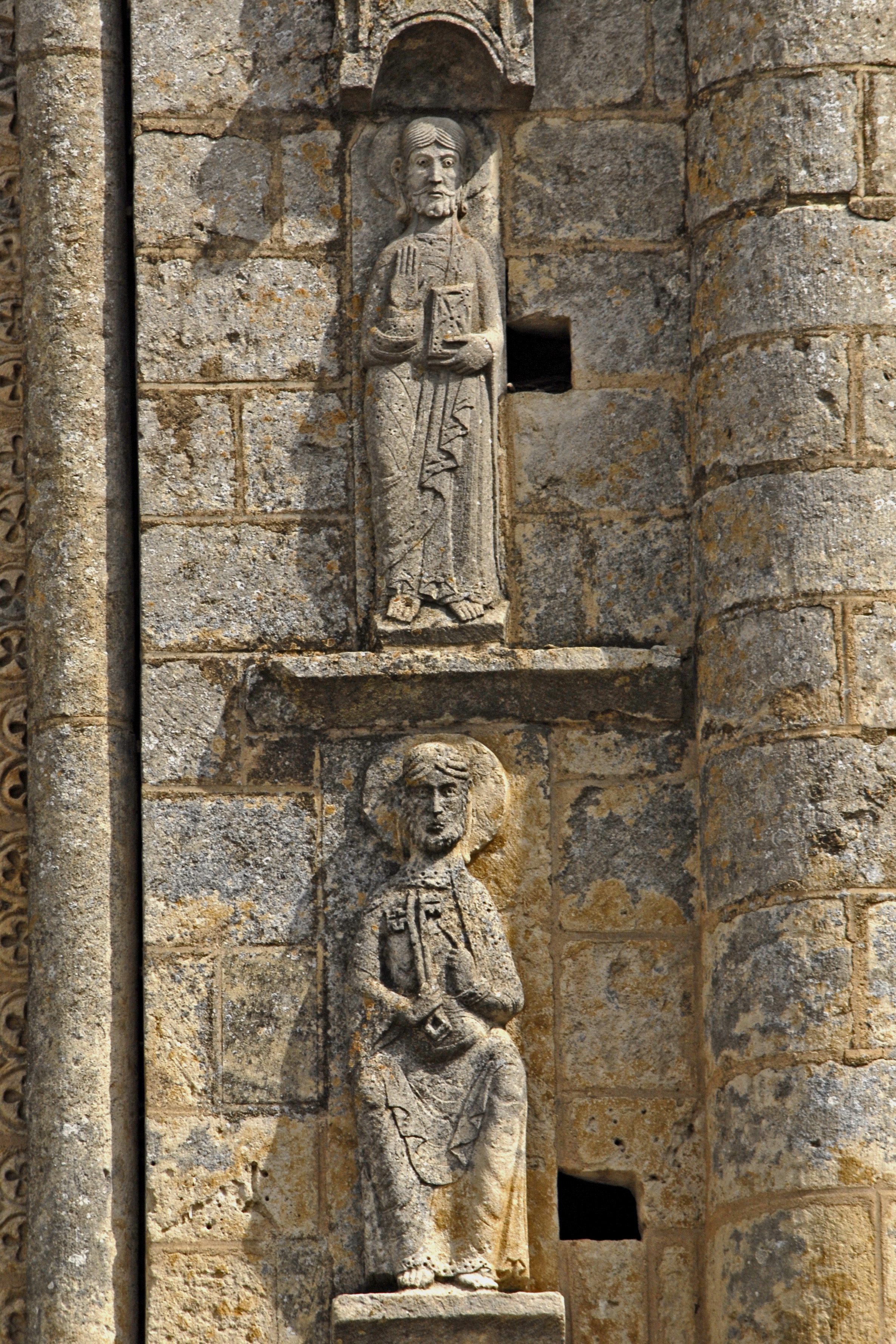
Apostel rechts vom Mittelfenster, unten Petrus, oben Paulus

An beiden Seiten des Giebelfeldes ragen markante achteckige Türmchen auf, die mit ihren Spitzen bis auf die Höhe des Giebelfirstes reichen, und nur in ihren Untergeschossen mit ihrer Detailgestaltung untereinander abweichen. Das Untergeschoss des linken Turms besitzt acht glatte Außenseiten mit schmalen rundbogigen Blindfensterschlitzen, das des rechten Turms ist mit einem umlaufenden Blendarkadenfries ausgestattet, davon jeweils zwei Bögen auf einer Achteckseite. Die Arkadenbögen werden von schlanken Rundsäulen getragen, die mit skulptierten Kapitellen, Kämpfern und profilierten Basen ausgestattet sind. Die Geschossunterteilung übernimmt bei beiden Türmchen ein kleingliedriger Fries aus Arkadenbögen, jeweils drei Stück pro Achteckseite. Die kleinen Bögen stehen auf winzigen Kragsteinen, mit Skulpturen von Tier- und Menschenköpfen. Das Achteck des Obergeschosses erscheint ein wenig kleiner dimensioniert zu sein als das untere. Auf jeder Seite gibt es einen schlitzartigen Fensterdurchbruch mit Rundbogenüberdeckung. An den seitlichen Laibungsecken stehen in entsprechenden Rückversätzen kleinste Säulchen mit skulptierten Kapitellen. An der Traufen der Türmchen gibt es wieder einen Bogenfries auf Kragsteinen. Die spitzen Dächer in Form achteckiger Pyramiden sind aus dem gleichen Stein wie die Fassade und sind mit einer schindelartigen Struktur versehen.
Der First des Giebelfeldes ist mit einer kleinen Säule gekrönt, die sich nach oben hin verjüngt und an ihrer Spitze eine Kugel trägt.